# Christlich-Soziale Union in Bayern
Die Christlich-Soziale Union in Bayern e. V. (CSU) ist eine politische Partei in Deutschland und dominiert als Landespartei die bayerische Politik. Sie wird im politischen Spektrum mittig-rechts verortet.
Die CSU und ihre Schwesterpartei, die Christlich Demokratische Union (CDU), werden als Unionsparteien oder kurz Union bezeichnet. Die CDU tritt nicht in Bayern an, die CSU verzichtet auf Wahlteilnahmen im übrigen Deutschland. Beide Parteien bilden im Bundestag eine Fraktionsgemeinschaft, die CDU/CSU-Bundestagsfraktion. Auf europäischer Ebene ist die CSU Mitglied der Europäischen Volkspartei (EVP) und stellt mit Manfred Weber deren Fraktionsvorsitzenden im Europäischen Parlament.
Bei der Bundestagswahl 2021 gewann die CSU trotz starker Verluste 45 von 46 Direktmandaten in Bayern. Die Union ist auf Bundesebene insgesamt länger in Regierungsverantwortung als jede andere deutsche Partei seit Gründung der Bundesrepublik. Über die längste Zeit koalierte die CSU neben der CDU mit der FDP in schwarz-gelben Koalitionen oder mit der Sozialdemokratischen Partei Deutschlands (SPD) in schwarz-roten Koalitionen. In den Jahren 1969–1982, 1998–2005 und 2021–2025 befanden sich die Unionsparteien in der Oppositionsrolle.

## Gründung und Struktur
Gegründet wurde die CSU 1945. Sie gliedert sich in 10 Bezirks- und 105 Kreisverbände. Seit 1957 stellt die CSU ununterbrochen den Bayerischen Ministerpräsidenten. Heutiger Vorsitzender ist Markus Söder. Auch auf kommunaler Ebene ist sie die stärkste Partei in Bayern. Ihr gehören 40 % der Kreisräte und der Stadträte in kreisfreien Städten sowie 52 von 77 Oberbürgermeistern bzw. Landräten an.

## Profil

### Tradition
Die CSU setzt bedingt die Tradition der Bayerischen Volkspartei (BVP) fort. Zwar hatte sich diese 1918 aus Protest gegen den von der Zentrumspartei verfolgten unitaristischen Kurs von dieser abgespalten und betonte von nun an die bayerischen Sonderinteressen. Jedoch finden sich die stark rechtskonservativen und restaurativen Positionen der BVP in der CSU nur noch sehr vereinzelt wieder. Ein weiterer bedeutender Unterschied ist, dass sich die CSU von Anfang an auch als Partei für protestantische Christen verstand, während die BVP eine ausschließlich katholische Partei war, die zudem jede sozialistische Vorstellung radikal ablehnte, wohingegen in der CSU in ihren Anfangsjahren durchaus Tendenzen zu sozialistischen Forderungen (Verstaatlichungen, Bodenreform) vorhanden waren.
Die andauernde Vormachtstellung der CSU in Bayern beruht im Wesentlichen darauf, dass sie nach der Verdrängung der Bayernpartei und dem Niedergang des GB/BHE in den 1960er Jahren auch Teile der liberalen und sozialdemokratischen Wählerschichten vereinnahmen konnte.

### Grundsätze
Drei Grundwerte sind in allen Grundsatzprogrammen zu finden: die konservative Grundhaltung, die christliche Ausrichtung und die Betonung des Föderalismus. In der Innenpolitik setzt die CSU auf einen starken Staat, der Recht und Freiheit der Bürger zu schützen hat. Gesellschaftlichen Liberalisierungen wie der Reform des Staatsbürgerrechts steht die CSU grundsätzlich skeptisch gegenüber. Sozial- und wirtschaftspolitische Positionen sind geprägt von sozial verträglichen Regelungen. Programmatische Unterschiede zur CDU liegen hauptsächlich darin, dass die CSU in der Innen-, Rechts- und Gesellschaftspolitik konservativer und in der Wirtschafts- und Sozialpolitik sozialstaatlicher ausgerichtet ist.
Das 2007 verabschiedete Grundsatzprogramm mit dem Titel „Chancen für alle! In Freiheit und Verantwortung gemeinsam Zukunft gestalten“ wurde auf dem Parteitag 2016 durch das neue, unter Federführung von Markus Blume erarbeitete, Grundsatzprogramm „Die Ordnung“ ersetzt. Die CSU stellt darin ihren Anspruch als Volkspartei und die Besonderheit des ausschließlichen Antretens in Bayern heraus. Gesellschaftliches Leitbild ist die Subsidiarität – „Eigenverantwortung vor Gemeinschaftsaufgabe“ sowie „Vorrang der kleineren Einheit vor der größeren“. Das neue Programm betont die christlich-soziale, konservative und liberale Ausrichtung der Partei und setzt als Schwerpunkt „Ordnung in einer Welt von Unordnung“. Unter den Schlagworten Christliches Menschenbild und Soziale Marktwirtschaft wird sowohl eine gesellschaftspolitische als auch eine wirtschaftspolitische Komponente adressiert.

### Programmatik

#### Bayernplan
Am 19. Juli 2013 beschloss ein CSU-Parteitag das Wahlprogramm „Bayernplan“ für die anstehenden Wahlen (Land, Bund, Europa). Der Parteivorsitzende Horst Seehofer hob dabei einige große Ziele hervor: Vollbeschäftigung in Bayern, gleiche Lebenschancen in allen Teilen Bayerns, keine neuen Schulden, keine Steuererhöhungen, „Paragraphenbremse“ und eine Grundschulgarantie und Ausweitung des Ganztagsangebots. Insgesamt wollen Seehofer und die CSU eine „Politik des Dialogs nach dem Grundsatz: zuhören – verstehen – handeln“.

#### Gesellschafts- und Sozialpolitik
Ehe und Familie werden als Fundament der Gesellschaft und natürliche Lebensform angesehen. Deshalb spricht sich die CSU für die Beibehaltung ihres verfassungsrechtlichen Schutzes aus.
Der Aufwertung anderer Familienmodelle und Lebensformen (Alleinerziehende, Stieffamilien und der Eingetragenen Lebenspartnerschaft) steht die CSU seit 2007 in ihrem familienpolitischen Teil des Grundsatzprogramms nicht länger ablehnend gegenüber. Im Mai 2023 befürwortete die CSU in ihrem neuen Grundsatzprogramm die Ehe für alle. Als Konzept, Familie und Erwerbstätigkeit miteinander zu vereinbaren, setzt die CSU auf die Wahlfreiheit, nach der Frauen und Männer frei entscheiden sollen, ob sie sich ausschließlich der Arbeit in der Familie oder im Beruf widmen oder beides verbinden wollen.
In diesem Zusammenhang wurde die Einführung eines Betreuungsgeldes befürwortet (inzwischen gibt es in Bayern das Familiengeld), zugleich befürwortet die Partei aber auch die Förderung der Einrichtung von Krippenplätzen. Das Betreuungsgeld soll vor allem an Eltern ausgezahlt werden, die ihre Kinder nicht in eine Kindertagesstätte schicken, sondern ihre Kinder entweder zu Hause betreuen oder für deren private Betreuung Sorge tragen.
Da nach Ansicht der CSU „jeder Mensch ein Geschöpf Gottes“ ist, ist der Staat verpflichtet, das Recht auf Leben – sowohl von geborenen Menschen, als auch Behinderter und ungeborener Kinder – zu schützen; Schwangerschaftsabbrüche wurden früher prinzipiell abgelehnt und nur in „schweren Not- oder Konfliktlagen“ als straffrei zugebilligt. Auch 2023 wandte sich die CSU gegen eine Streichung des § 218 Strafgesetzbuch.
Weiterhin ist es ein Anliegen der CSU, die Kindererziehungszeiten für Geburten vor 1992 aufzuwerten, da bisher für nach 1992 geborene Kinder drei Kindererziehungsjahre für die Rente gutgeschrieben werden, für zuvor geborene Kinder jedoch zunächst nur eines. Nach Ansicht der CSU sind also generell für Rentnerinnen drei Kindererziehungsjahre pro Kind anzurechnen, unabhängig davon, ob die Kinder vor oder nach 1992 geboren wurden. Diese Bemühungen hatten teilweise Erfolg, die Kindererziehungszeiten für Geburten vor 1993 wurden schrittweise erhöht, aber immer noch nicht vollständig angeglichen.
Sozialpolitik solle sich grundsätzlich nach den Prinzipien der Gerechtigkeit und Humanität gestalten. Angesichts der derzeitigen Probleme der Sozialsysteme will die CSU aber in strukturellen Reformen der sozialen Sicherungssysteme verstärkt auf die Eigenverantwortung des Einzelnen setzen, „sachfremde Aufgaben“ der Sozialsysteme zurückfahren und Missbrauch der Sozialversicherungen hart bestrafen. Dadurch soll die Soziale Marktwirtschaft als Wirtschaftsmodell im Zeitalter der Globalisierung gesichert werden.
Zum Thema Zuwanderung setzt die CSU auf Integrationspolitik. Die Werteordnung aus dem Grundgesetz, der bayerischen Verfassung und der christlich-abendländischen Tradition sind dafür maßgeblich. Parallelgesellschaften innerhalb Deutschlands sollen verhindert werden. Gleichzeitig soll die bayerische Identität erhalten bleiben. Im Oktober 2012 forderte Bundesinnenminister Hans-Peter Friedrich für solche Asylbewerber, die aus einem sicheren Herkunftsland kommen, eine Absenkung der vom deutschen Staat gewährten Barleistungen.
Im Gegensatz zu FDP und Grünen fordert die CSU eine Verschärfung des Blasphemie-Paragrafen.
Auf dem Parteitag der CSU im November 2015 verabschiedeten die Delegierten die Forderung nach einem gesetzlichen Vollverschleierungsverbot.

#### Bildung und Forschung
Die CSU setzt auf das dreigliedrige Schulsystem und rechtfertigt es im Disput um die Gesamtschulen mit den guten Ergebnissen Bayerns in der PISA-Studie. Das mehrgliedrige Schulsystem in Bayern wird als flexibel angesehen, da alle weiterführenden bayerischen Schulen ihren Schülern den mittleren Schulabschluss ermöglichen und das bayerische Schulsystem trotz seiner Mehrgliedrigkeit als durchlässig angesehen wird. Die Einführung von Gesamtschulen im Freistaat wird abgelehnt, da sie nach Ansicht von Bayerns ehemaligen Kultusminister Ludwig Spaenle (CSU) leistungsstarke Schüler nicht ausreichend fordern und leistungsschwächere nicht genügend stärken. Die Hauptschule wurde zu Beginn des Schuljahres 2011/2012 in Bayern größtenteils zur Mittelschule erweitert. Die Mittelschulen müssen ein Ganztagesangebot aufweisen, eine 10. Jahrgangsstufe anbieten und den Schülern ab der 8. Jahrgangsstufe die Möglichkeit liefern, sich für einen der drei Zweige „Technik“, „Wirtschaft“ oder „Soziales“ zu entscheiden. Die Teilhabemöglichkeiten für Kinder mit sozialer Benachteiligung und solchen mit Migrationshintergrund sollen verbessert werden. Allgemein strebt die CSU den Ausbau von Ganztagesangeboten und mobilen Reserven für alle Schularten an.
Durch die zum Schuljahr 2004/2005 neu eingeführte Verkürzung der gymnasialen Schulausbildung um ein Jahr konnten Einsparungen im Bildungssystem umgesetzt werden. Das achtjährige Gymnasium traf jedoch auf Widerstand in der Bevölkerung, ebenso wie die Reform der Hochschulbildung. An bayerischen Hochschulen wurden seit dem Sommersemester 2007 bereits für ein Erststudium Studienbeiträge fällig. Diese wurden nach einem Volksentscheid im Jahr 2013 abgeschafft. Die Universitäten sollen durch die Beiträge, gepaart mit einem neuen Hochschulrecht und der Einführung der Abschlüsse Bachelor und Master, flexibler und leistungsstärker werden. Gleichzeitig wurden die finanziellen Mittel für die Ingenieurausbildung an Fachhochschulen nach der Landtagswahl 2003 spürbar gekürzt. Besonderes Augenmerk richtet die CSU auf die Förderung des Technologie-Standortes Bayern (High-Tech-Offensive Bayern).
Lange befürwortete die CSU eine Erhebung von Studiengebühren, allerdings wurde bereits im Oktober 2012 deren Abschaffung durch Teile der CSU, insbesondere durch den CSU-Vorsitzenden Horst Seehofer, in Erwägung gezogen. Im April 2013 wurde vom Bayerischen Landtag die Abschaffung der Studiengebühren beschlossen.

#### Europapolitik
Die Europapolitik der CSU steht in einer vergleichbaren Tradition wie bei der europafreundlichen Schwesterpartei CDU. Schon im Grundsatzprogramm von 1946 sprach die CSU von einer „europäischen Konföderation zur Wahrung und Weiterführung der christlich-abendländischen Kultur“. 1957 sprach sich die CSU für die Vereinigten Staaten von Europa aus. 1976 forderte die CSU einen Europäischen Bundesstaat. Allgemeiner fällt die europapolitische Positionierung im letzten Grundsatzprogramm aus: „der Einsatz für die EU unter Wahrung von Transparenz der Entscheidungen, Effizienz in der Zusammenarbeit der Institutionen sowie Demokratisierung der Entscheidungsverfahren“. Konstanten der Europapolitik der CSU sind neben der Betonung des christlichen Erbes, die Forderung nach einem Europa der Regionen und die Stärkung des Subsidiaritätsprinzips. Einen offenen Konflikt brachte Edmund Stoibers Abkehr vom Bundesstaatsprinzip, der damit in Widerspruch zum damaligen Bundesfinanzminister Theo Waigel trat. Der von Stoiber propagierte „realistische Europakurs“ setzt sich noch heute in einer kontinuierlichen Europakritik fort, die auch gegen die eigene Schwesterpartei gerichtet ist. In der Literatur wird diskutiert, ob diese Positionierungen vornehmlich dazu dienen, sich innenpolitisch abzugrenzen oder einen tatsächlichen programmatischen Wertewandel abbilden.
Bezüglich des Verbleibs Griechenlands in der Eurozone forderte der bayerische Finanzminister Markus Söder (CSU), dass Griechenland bis zum Ende des Jahres 2012 aus der Eurozone ausscheiden solle. Der damalige CSU-Generalsekretär Alexander Dobrindt äußerte sich mit den Worten: „Nach meiner Überzeugung führt an einem Austritt Griechenlands aus der Eurozone kein Weg vorbei.“ Bei diesem Thema besteht zudem ein Konflikt mit der Schwesterpartei CDU, die den Verbleib Griechenlands in der Eurozone favorisiert.
Am CSU-Parteitag am 7./8. Oktober 2011 in Nürnberg wurde die CSU-Position beschlossen, dass Euro-Staaten, die sich nicht an die gemeinsamen Regeln der Haushaltsdisziplin halten und dadurch sich und die Währungsunion in Schwierigkeiten bringen, damit rechnen müssen, die Währungsunion zu verlassen. Allerdings sollen sie als EU-Staaten Hilfe bei der finanziellen Restrukturierung erhalten. Die Vergemeinschaftung der Schulden der Euro-Staaten durch so genannte Euro-Bonds und die Schaffung einer Haftungsgemeinschaft wird abgelehnt. Die Partei spricht sich zudem für eine konsequente Durchsetzung der Schuldenbremse und eine vollständige Erfüllung des Vertrags von Lissabon aus.
Ferner befürwortet die CSU eine Reform der Stimmrechte in der Europäischen Zentralbank. In diesem Zusammenhang wird eine Erhöhung von Deutschlands Stimmgewicht gefordert.

#### Verwaltung und Öffentlicher Dienst
Mit einer umfassenden Verwaltungsreform namens „Verwaltung 21“ will die CSU die Staatsverwaltung verschlanken und effizienter gestalten. Damit soll der Haushalt langfristig jährlich um etwa 300 Millionen Euro entlastet und der dadurch entstehende finanzielle Spielraum für Zukunftsinvestitionen eingesetzt werden.
Von der Verwaltungsreform sind praktisch alle Teile der Staatsverwaltung betroffen und werden teilweise neu organisiert. Durch einen Abbau von Regulierungen soll der Staat entbürokratisiert und dadurch auch langfristig Personal eingespart werden.
Der geplanten Reform des Beamtenrechts (Vereinfachung der Besoldung, Möglichkeiten des Quereinstiegs, leistungsabhängige Gehaltskomponente) steht die CSU positiv gegenüber.

#### Umwelt- und Verbraucherschutz
Die CSU richtete als Regierungspartei 1970 in der bayerischen Staatsregierung das europaweit erste Umweltministerium ein. In der Umweltpolitik verfolgt die CSU den so genannten „bayerischen Weg“ des kooperativen Umweltschutzes, der u. a. im „Umweltpakt Bayern“ seinen Niederschlag findet.

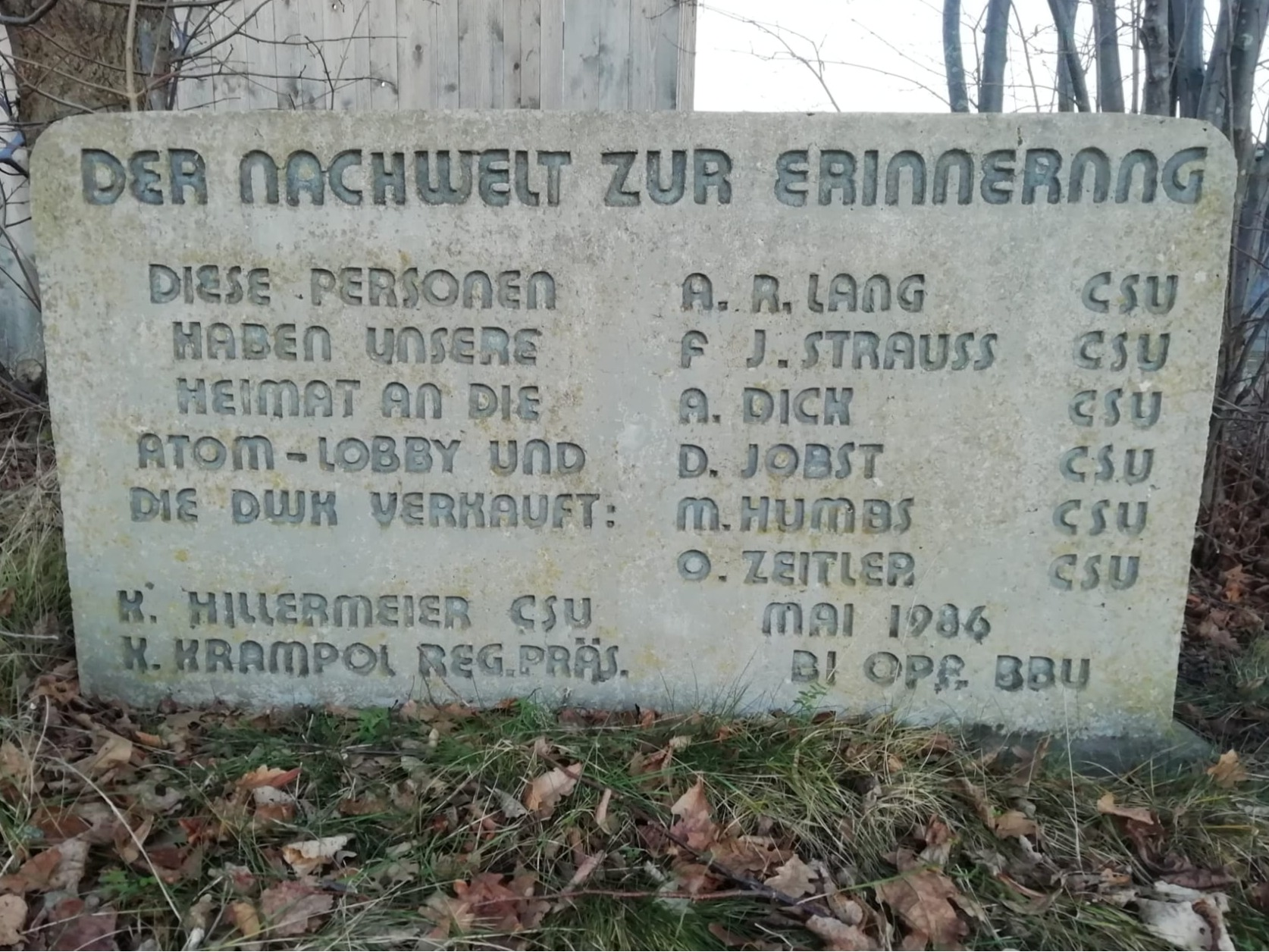
WAA-Feindbild CSU (1986)

1989 nach massivem Widerstand und teils bürgerkriegsähnlichen Protesten gab die CSU den Bau der Wiederaufarbeitungsanlage Wackersdorf (WAA) auf.
Bis Anfang 2011 lehnte die CSU einen Atomausstieg ab und befürwortete die Nutzung der Kernenergie; 2010 beschloss sie in der Schwarz-Gelben Koalition die Laufzeitverlängerung deutscher Kernkraftwerke mit. Nach der Nuklearkatastrophe von Fukushima 2011 wurde diese langjährige Position aufgegeben. Die CSU strebte nun an, die Nutzung der Kernkraft „so schnell wie vernünftigerweise möglich“ zu beenden. Der Ausstieg aus der Kernenergie-Nutzung sollte spätestens bis zum Jahr 2022 erreicht werden. Außerdem strebt die Partei an, dass in Bayern bis 2020 50 % des Stroms aus Erneuerbaren Energiequellen stammen soll. Die 10H-Regelung 2014 von Horst Seehofer bringt aber den Windkraftausbau in Bayern praktisch zum Erliegen. Der beschleunigte Ausstieg aus der Kernenergie wird zwar als große Herausforderung gesehen, allerdings wird seitens der Partei auch betont, dass nach Ansicht der CSU die Zukunft ökologischen Technologien gehöre.
Die Ökosteuer wird zwar grundsätzlich abgelehnt, auf die Forderung nach Abschaffung aber seit dem Wahlprogramm 2005 verzichtet. In der Hochwasser- und Klimapolitik investiert Bayern seit einigen Jahren zunehmend.
In der Drogenpolitik spricht sich die CSU gegen die Freigabe illegaler Drogen aus und vertritt einen repressiv-prohibitionistischen Ansatz.

#### Haushaltspolitik
Die CSU hat im Haushaltsjahr 2006 für Bayern als erstes Bundesland einen Haushalt ohne Neuverschuldung vorgelegt. Dies wurde vor allem durch rigorose Einsparungen von Ausgaben durch alle Ministerien erreicht. 2003/2004 wurde dazu u. a. eine umfassende Strukturreform der bayerischen Staatsverwaltung und eine Arbeitszeitverlängerung im öffentlichen Dienst beschlossen.
Die Forderung nach einer Reform des Länderfinanzausgleichs, den die CSU über Verfassungsklagen des Landes Bayern häufig zugunsten von Bayern korrigieren konnte, besteht.

#### Verkehrspolitik
Die CSU lehnt die Einführung eines generellen Tempolimits auf den deutschen Autobahnen ab.
Die Partei forderte im Mai 2013 die Einführung einer Pkw-Maut in Deutschland für Reisende aus dem Ausland, was zu einem Konflikt mit der CDU führte, die den Vorschlag ablehnte. Sie wurde schließlich unter der Bezeichnung Infrastrukturabgabe im Juni 2015 beschlossen und sollte für inländische Autofahrer über eine Reduktion der Kfz-Steuer ausgeglichen werden. Nach einem Vertragsverletzungsverfahren der EU-Kommission wurde ein Kompromiss ausgehandelt, der am 31. März 2017 den Bundesrat passierte. Die geplante Maut sollte 2020 oder 2021 in Kraft treten, die Verträge zur Erhebung waren bereits geschlossen worden.
Der Europäische Gerichtshof urteilte nach einer Klage Österreichs jedoch am 18. Juni 2019, dass die Abgabe ausländische Fahrzeughalter diskriminieren würde und damit gegen EU-Recht verstößt. Damit war die Einführung der Pkw-Maut vorerst gescheitert.

#### Innenpolitik
Im Regime der Grenzsicherung vertritt die CSU die Hypothese der Begrenzung der illegalen Migration durch eine nominale Obergrenze für das offene System nach den Vereinbarungen von Schengen.

### Parteipolitik

#### Koalitionen
Auf Bundesebene ist die CSU seit 2025 Mitglied der Koalition aus CDU, CSU und SPD und trägt die Positionen, die im Koalitionsvertrag für 2025 bis 2029 ausgehandelt wurden, mit.

#### Verhältnis zur CDU
Nach dem Zweiten Weltkrieg bildeten sich in ganz Deutschland christlich-soziale und christdemokratische Gruppierungen. Viele von ihnen schlossen sich zu Landesverbänden zusammen, die in allen Ländern außer Bayern schließlich den Namen Christlich Demokratische Union erhielten. Auch als 1950 die CDU-Bundespartei gegründet wurde, schloss die CSU sich dem nicht an, sondern blieb organisatorisch selbstständig und bundespolitisch tätig.
Das Verhältnis von CDU und CSU war aber nicht immer unproblematisch. Im Zuge der Idee einer Vierten Partei gründeten sich Mitte der 1970er so genannte CSU-Freundeskreise außerhalb Bayerns, die bei einem Beschluss, die CSU als Vierte Partei auf die gesamte Bundesrepublik auszudehnen, schnell lokale Verbände hätten aufbauen können. 1975 gründete sich – ohne Teilnahme der CSU – die Aktionsgemeinschaft Vierte Partei. Nach der Bundestagswahl 1976 fand die Konfrontation ihren Höhepunkt im letztendlich nicht ausgeführten Kreuther Trennungsbeschluss. Nach der Wahlniederlage Strauß’ und dem Regierungswechsel 1982 wurde die Idee der Vierten Partei endgültig fallen gelassen, da der Machtwechsel durch die Zusammenarbeit mit der FDP möglich geworden war, und die Freundeskreise lösten sich größtenteils auf.
Ein neuer Konflikt entstand im Kontext der Flüchtlingskrise in Deutschland 2015/2016 und dem Streit über eine Obergrenze für Flüchtlinge, die von der CSU gefordert, von der CDU-Bundesvorsitzenden Angela Merkel aber abgelehnt wurde. Daher entflammte die Debatte um eine bundesweite Ausdehnung der CSU erneut. Dem CSU-Parteitag blieb Merkel 2016 erstmals seit Jahren fern.

#### Verhältnis zur DSU
Nach dem Fall der Mauer bildete sich am 20. Januar 1990 aus rund einem Dutzend liberal-konservativer und christlicher Parteien in Leipzig die Deutsche Soziale Union (DSU). Die CSU unterstützte diese Gründung und arbeitete mit ihr zusammen, da sie Interesse an einer weiteren regional verankerten Schwesterpartei in Ostdeutschland hatte. Ein Grund dafür war die Positionierung der ostdeutschen CDU im kirchlich-konfessionellen Bereich, die von der CSU als politisch weiter links stehend angesehen wurde. Zur Volkskammerwahl am 18. März 1990 ging sie zusammen mit der CDU und dem Demokratischen Aufbruch die Allianz für Deutschland ein und gewann die Wahlen. Auf Druck der CDU beendete die CSU die Zusammenarbeit mit der DSU jedoch, als diese plante, sich auf ganz Deutschland auszudehnen.

#### Europäische Verbindungen
Gemeinsam mit zehn anderen europäischen christlich-demokratischen und konservativ-bürgerlichen Parteien gründete die CSU am 8. Juli 1976 die Europäische Volkspartei (EVP). Außerdem ist die CSU Mitglied im Netzwerk Europäische Bewegung.

#### Internationale Verbindungen
Gemeinsam mit 18 weiteren Parteien aus dem bürgerlichen Spektrum gründete die CSU am 24. Juni 1983 die Internationale Demokratische Union. Franz Josef Strauß war einer ihrer Gründungsunterzeichner und Gründungvizepräsidenten.

## Organisation
Die CSU ist nur im Freistaat Bayern organisiert und stellt sich auch nur dort zur Wahl. Formal ist sie als Christlich-Soziale Union in Bayern e. V. als eingetragener Verein beim Amtsgericht München registriert. Auf Bundesebene bildet sie im Deutschen Bundestag eine Fraktionsgemeinschaft mit ihrer Schwesterpartei, der CDU.

### Parteitag und Parteiausschuss

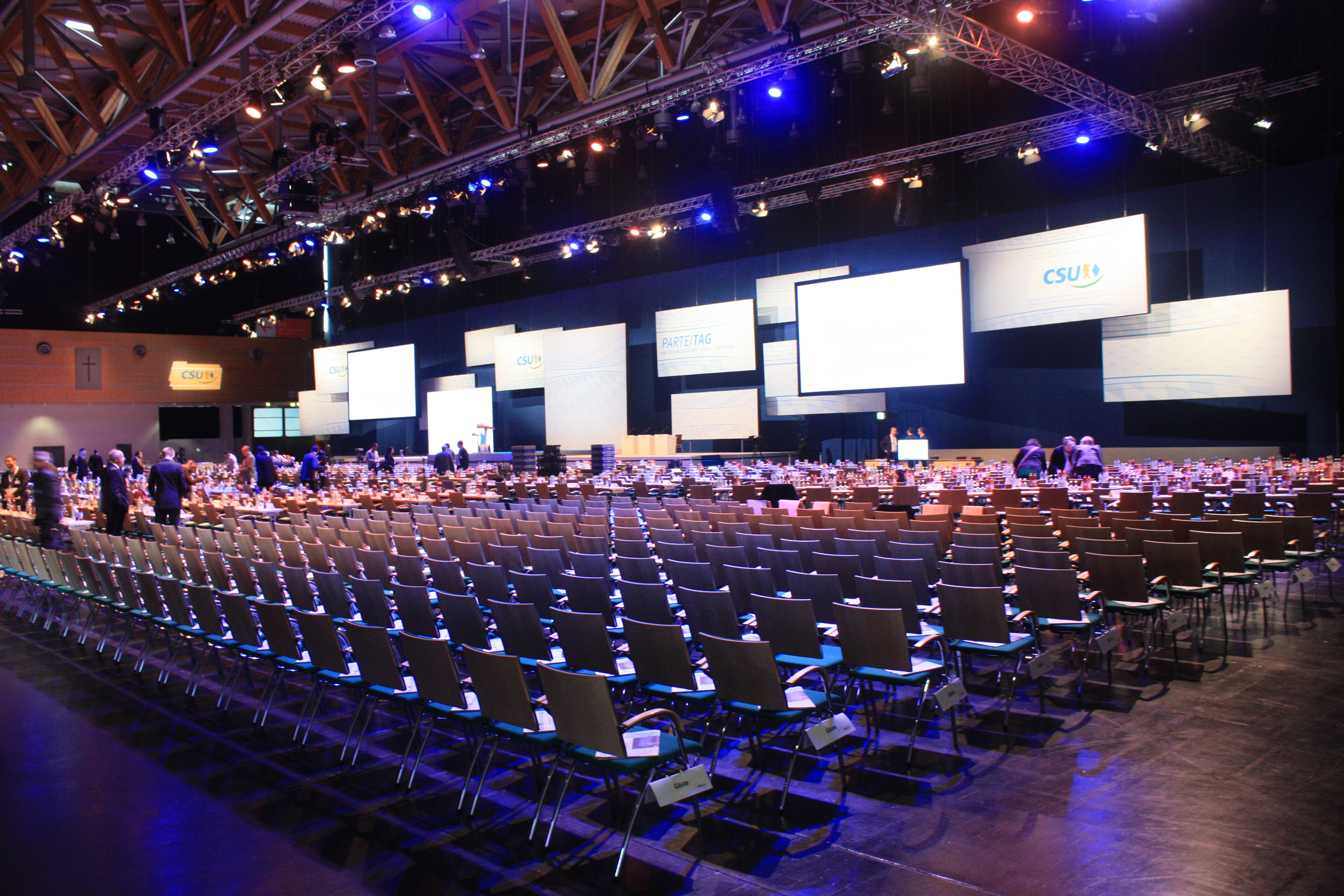
Parteitag 2014 in Nürnberg

Höchstes Organ auf Landesebene ist der Parteitag (bis 1968 Landesversammlung). Der Parteitag tritt mindestens einmal jährlich zusammen und besteht aus den Delegierten der Bezirks- und Kreisverbände. Dabei kommt auf circa 170 Mitglieder ein Delegierter, was im deutschen Parteienvergleich vergleichsweise niedrig ist.
Aufgaben des Parteitags sind insbesondere die Beschlussfassung über die Grundlinien der Parteipolitik, das Parteiprogramm und die Satzung sowie die Wahl und Kontrolle der Funktionsträger auf Landesebene.
Zwischen 1955 und 1999 veranstaltete die CSU ihre Parteitage überwiegend in München. Seither finden sie meist im Wechsel zwischen München (Altbayern) und Nürnberg (Franken), gelegentlich auch in Augsburg (Schwaben), statt.
Der Parteiausschuss als „Kleiner Parteitag“ tagt in der Regel einmal jährlich im Frühjahr.

### Parteivorstand
Dem 80-köpfigen CSU-Parteivorstand obliegt unter der Leitung des Vorsitzenden die Vertretung der Partei nach außen sowie die Behandlung dringlicher politischer Probleme und organisatorischer Fragen.
Dem Vorstand gehören weiterhin fünf stellvertretende Vorsitzende, zwei Schatzmeister und zwei Schriftführer an.
Zusätzlich sind 30 weitere gewählte Mitglieder, 27 kooptierte Mitglieder und zehn Mitglieder kraft Amtes im Parteivorstand. Dazu kommen die drei Ehrenvorsitzenden.
| Vorsitzender                    | Markus Söder |
| Stellvertretende Vorsitzende    | Manfred Weber, Katrin Albsteiger, Angelika Niebler, Melanie Huml, Dorothee Bär |
| Schatzmeister                   | Hans Reichhart, Sebastian Brehm |
| Schriftführer                   | Astrid Freudenstein, Markus Pannermayr |
| Vorsitzende der Bezirksverbände | Ilse Aigner (Oberbayern; Präsidiumsmitglied), Steffen Vogel (Unterfranken), Klaus Holetschek (Schwaben; Präsidiumsmitglied), Hans-Peter Friedrich (Oberfranken), Michael Frieser (Nürnberg-Fürth-Schwabach), Albert Füracker (Oberpfalz; Präsidiumsmitglied), Joachim Herrmann (Mittelfranken; Präsidiumsmitglied), Christian Bernreiter (Niederbayern), Georg Eisenreich (München; kooptiertes Mitglied), Volker Ullrich (Augsburg; Präsidiumsmitglied) |
| Weitere gewählte Mitglieder     | Anja Weisgerber (Präsidiumsmitglied), Ludwig Spaenle, Emmi Zeulner, Melissa Goossens, Silke Launert, Carolina Trautner, Stefanie Hümpfner, Gudrun Zollner, Martina Englhardt-Kopf, Susanne Hierl, Daniela Ludwig, Bernd Sibler, Siegfried Walch, Josef Zellmeier, Thomas Ebeling, Raimund Kneidinger, Andreas Meier, Josef Rohrmoser, Daniel Artmann, Thomas Goppel, Konrad Körner |
| Kooptierte Mitglieder           | Florian Herrmann, Michaela Kaniber, Thomas Silberhorn, Sandro Kirchner, Winfried Bausback, Tobias Reiß, Ulrich Lange, Alexander Hoffmann, Thomas Karmasin, Marcus König, Joseph Mörtl, Günther Felßner, Judith Gerlach, Eric Beißwenger, Michael Hofmann, Julia Lehner, Monika Hohlmeier, Markus Blume, Martin Schöffel, Reinhard Brandl, Martin Bayerstorfer, Franz Löffler, Eva Weber, Bernd Fabritius, Franz Xaver Peteranderl, Alexander Radwan |
| Mitglieder kraft Amtes          | Alexander Dobrindt (Vorsitzender der CSU-Landesgruppe im Deutschen Bundestag), Martin Huber (Generalsekretär), Tanja Schorer-Dremel (stv. Generalsekretärin; Präsidiumsmitglied), Ulrike Scharf (Vorsitzende der Frauen-Union Bayern), Franz Meyer (Landesvorsitzender der Senioren-Union), Christian Doleschal (Landesvorsitzender der Jungen Union), Bernd Posselt (Landesvorsitzender der Union der Vertriebenen), Stefan Rößle (Landesvorsitzender der Kommunalpolitischen Vereinigung), Petra Högl (Vorsitzende der Arbeitsgemeinschaft Landwirtschaft, Ernährung und Forsten), Tobias Schmid (Hauptgeschäftsführer; Präsidiumsmitglied) |
| Ehrenvorsitzende                | Horst Seehofer, Edmund Stoiber, Theo Waigel |

### Präsidium
Die Erledigung der laufenden Geschäfte und Fragen wirtschaftlicher Betätigung der Partei ist Aufgabe des Präsidiums der Partei, dem neben dem Parteivorsitzenden und seinen Stellvertretern, dem Generalsekretär, den Schatzmeistern und Schriftführern sowie dem Hauptgeschäftsführer und dem Vorsitzenden der Finanzkommission sieben vom Vorstand gewählte Mitglieder angehören. Das Präsidium gilt als engster Führungszirkel der CSU.

### Landesleitung
Die parteiinterne Verwaltung und Organisation obliegt der so genannten Landesleitung, die ihren Sitz im Franz-Josef-Strauß-Haus in München-Schwabing hat. Sie wird vom Generalsekretär (seit 6. Mai 2022 Martin Huber) und vom Hauptgeschäftsführer (seit März 2020 Tobias Schmid) geführt.
Die Christlich-Soziale Union in Bayern e. V. war bis 2019 Verleger der Monatszeitschrift Bayernkurier. Die Hanns-Seidel-Stiftung steht der CSU nahe.

### Regionale Gliederung
Regional ist die CSU in zehn Bezirksverbände, 105 Kreisverbände und fast 3.000 Ortsverbände untergliedert.
| Bezirksverband           | Vorsitzender         | Vorsitzender         | Amtsantritt |
| ------------------------ | -------------------- | -------------------- | ----------- |
| Augsburg                 | Volker Ullrich       | Volker Ullrich       | 2019        |
| Mittelfranken            | Joachim Herrmann     | Joachim Herrmann     | 2001        |
| München                  | Georg Eisenreich     | Georg Eisenreich     | 2021        |
| Niederbayern             | Christian Bernreiter | Christian Bernreiter | 2023        |
| Nürnberg-Fürth-Schwabach | Michael Frieser      | Michael Frieser      | 2018        |
| Oberbayern               | Ilse Aigner          | Ilse Aigner          | 2011        |
| Oberfranken              | Hans-Peter Friedrich | Hans-Peter Friedrich | 2011        |
| Oberpfalz                | Albert Füracker      | Albert Füracker      | 2015        |
| Schwaben                 | Klaus Holetschek     | Klaus Holetschek     | 2023        |
| Unterfranken             | Steffen Vogel        | Steffen Vogel        | 2022        |

### Inhaltliche Gliederung
Acht Arbeitsgemeinschaften, elf Arbeitskreise, acht Kommissionen und sieben Foren erarbeiten inhaltliche und strategische Positionen der CSU-Politik. Außerdem bestehen mit der CSU-Akademie und der PR-Akademie Strukturen, die der Förderung des politischen Nachwuchses respektive der Verbreitung von Wissen zur Vermarktung der Partei vor Ort dienen.
Außerhalb der Partei stehen die Auszubildenden & Schüler Union in Bayern (SU Bayern) e. V. und der Ring Christlich-Demokratischer Studenten (RCDS), ein Verband von der Union nahestehenden Hochschulgruppen.
| Arbeitsgemeinschaft                         | Landesvorsitz       |
| Junge Union (JU)                            | Christian Doleschal |
| Frauen-Union (FU)                           | Ulrike Scharf       |
| Arbeitnehmer-Union (CSA)                    | Volker Ullrich      |
| Ernährung, Landwirtschaft und Forsten (ELF) | Marlene Mortler     |
| Kommunalpolitische Vereinigung (KPV)        | Stefan Rößle        |
| Mittelstands-Union (MU)                     | Sebastian Brehm     |
| Union der Vertriebenen (UdV)                | Bernd Posselt       |
| Senioren-Union (SEN)                        | Franz Meyer         |

| Arbeitskreis                                | Landesvorsitz                       |
| Außen- und Sicherheitspolitik (ASP)         | Florian Hahn                        |
| Umweltsicherung und Landesentwicklung (AKU) | Anja Weisgerber                     |
| Schule, Bildung und Sport (AKS)             | Ute Eiling-Hütig                    |
| Hochschule und Kultur (AKH)                 | Stephan Oetzinger                   |
| Evangelischer Arbeitskreis (EAK)            | Barbara Becker                      |
| Polizei und Innere Sicherheit (POL)         | Sandro Kirchner                     |
| Öffentlicher Dienst (OeD)                   | Gerhard Waschler                    |
| Juristen (AKJ)                              | Winfried Bausback                   |
| Gesundheitspolitischer Arbeitskreis (GPA)   | Bernhard Seidenath                  |
| Energiewende (AKE)                          | Maximilian Freiherr von Seckendorff |
| CSUnet                                      | Reinhard Brandl                     |

| Kommission                                      | Vorsitz                                 |
| Medien- und Digitalkommission                   | Benjamin Miskowitsch und Dorothee Bär   |
| Familienkommission                              | Thomas Huber und Katrin Staffler        |
| Filmkommission                                  | Florian Herrmann und Stephen Sikder     |
| Kommission für Bauen, Verkehr und Infrastruktur | Ulrich Lange und Christian Bernreiter   |
| Rentenkommission                                | Stephan Stracke und Christian Doleschal |
| Kommission für Integration                      | Karl Straub und Andrea Lindholz         |
| Steuerkommission                                | Sebastian Brehm und Albert Füracker     |
| Internationale Kommission                       | Manfred Weber und Christian Schmidt     |

| Forum                           | Sprecher                                |
| Jüdisches Forum in der Union    | Aaron Buck und Ludwig Spaenle           |
| Menschen mit Behinderung        | Benedikt Lika und Karin Hobmeier        |
| Forum Klima und Umwelt          | Anja Weisgerber und Alexander Flierl    |
| Forum Ländlicher Raum           | Michaela Kaniber und Arthur Auernhammer |
| Forum Kirche und Gesellschaft   | Barbara Becker und Alexander Dorow      |
| Forum Verbands- und Basisarbeit | Steffen Vogel und Tanja Schorer-Dremel  |
| Forum Kultur                    | Thomas Goppel und Julia Lehner          |

### Mitglieder
Am 31. Dezember 2024 hatte die CSU 125.153 Mitglieder. und war hinter Bündnis 90/Die Grünen die viertgrößte Partei in Deutschland. 1953 hatte die Partei noch weniger als 33.000 Mitglieder, 1990 waren es 186.000. Seitdem hat sie fast ein Drittel ihrer Mitglieder verloren.
Ende 2016 waren 1,3 % der bayerischen Bevölkerung ab dem Mindestalter von 16 Jahren Mitglied der Partei. Eine höhere Rekrutierungsfähigkeit erreichten nur die saarländischen Landesverbände von CDU und SPD. Der Frauenanteil betrug 20 %. Drei Viertel der Mitglieder waren katholisch.

### Finanzen
| Einnahmen der CSU im Jahr 2017                                                                                        | Betrag in Euro | Anteil in Prozent |
| --- | -------------- | ----------------- |
| Staatliche Mittel | 11.779.090,46  | 27,16             |
| Mitgliedsbeiträge | 10.332.618,00  | 23,82             |
| Mandatsträgerbeiträge und ähnliche regelmäßige Beiträge                                                               | 3.672.742,36   | 8,47              |
| Spenden von natürlichen Personen                                                                                      | 5.440.941,90   | 12,55             |
| Veranstaltungen, Vertrieb von Druckschriften und Veröffentlichungen und sonstiger mit Einnahmen verbundener Tätigkeit | 6.266.935,69   | 14,45             |
| Spenden von juristischen Personen                                                                                     | 4.406.871,48   | 10,16             |
| Einnahmen aus sonstigem Vermögen                                                                                      | 1.221.150,10   | 2,82              |
| Sonstige Einnahmen | 248.543,95     | 0,57              |
| Einnahmen aus Unternehmenstätigkeit und Beteiligungen                                                                 | 0,00           | 0,00              |
| Summe | ≈ 43.368.894   | 100               |

Die CSU hatte 2017 Einnahmen in Höhe von 43,4 Millionen Euro, davon 23 Prozent durch Spenden, 24 Prozent durch Mitgliedsbeiträge und 27 Prozent durch staatliche Mittel (siehe auch: Parteienfinanzierung).
Spenden der Substantia AG
Die CSU erhielt mehrfach, unter anderem im Jahr 2008, hohe Spenden der Substantia AG, deren Eigentümerfamilie Finck auch Mehrheitseigner der hotelbetreibenden Mövenpick-Gruppe ist. Von Kritiker wurde ein Zusammenhang zu der Mehrwertsteuer-Senkung für das Beherbergungsgewerbe im Rahmen des Wachstumsbeschleunigungsgesetzes 2009 hergestellt.

## Geschichte

### Gründung und Aufbaujahre
Im Sommer 1945 bildeten sich auf kommunaler Ebene christlich-konservative Gruppierungen, die ein Gegengewicht zu SPD und KPD schaffen wollten. Die neue christliche, interkonfessionelle Partei sollte wie bei der gesamten Union die Mängel der katholisch dominierten Zentrumspartei bzw. in Bayern ab 1920 der eigenständigen Bayerischen Volkspartei beheben.
Zentren der Vereinigung der regionalen Gruppierungen zu einer gesamtbayerischen Partei waren die Münchner Gruppe um Karl Scharnagl, „Ochsensepp“ Josef Müller und Joseph Baumgartner und die Würzburger Gruppe um Regierungspräsident Adam Stegerwald.

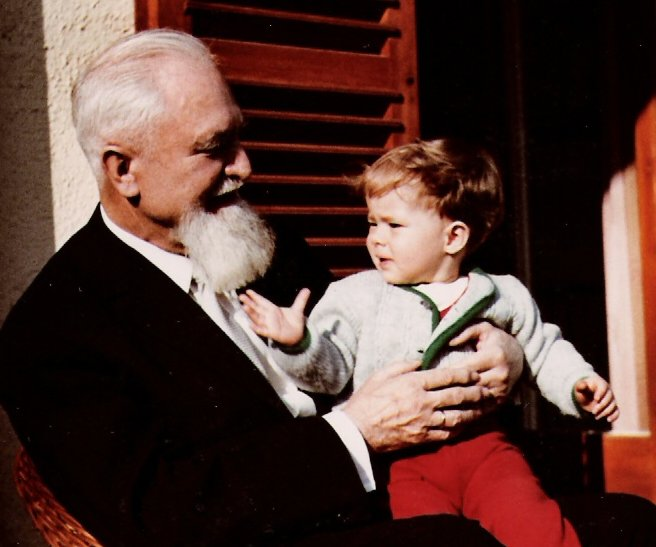
Alois Hundhammer, erster CSU-Fraktionsvorsitzender, mit seinem Enkel

Ein Gründungsdatum der Partei anzugeben, ist schwierig. Als Gründungsdatum wird unter anderem der 21. August 1945 angesehen, an welchem Tag Adam Stegerwald in Würzburg seine Rede Wo stehen wir? gehalten hatte. Am 12. September 1945 wurde in München die Gründung einer „Bayerischen Christlich-Sozialen Union“ beschlossen, welche am 11. Oktober formell vollzogen wurde. Am 12. Oktober 1945 gründete sich die CSU in Coburg, am 13. Oktober (lizenziert am 3. November) 1945 in Würzburg. Am 17. Dezember 1945 wählte der Vorläufige Landesausschuss Josef Müller zum amtierenden Vorsitzenden. Die gesamtbayerische Gründungsversammlung fand am 8. Januar 1946 statt; am 14. und 15. Dezember 1946 beschloss die zweite Landesversammlung das erste Grundsatzprogramm und bestätigte den bisher vorläufigen Parteivorsitzenden Josef Müller in seinem Amt. Anders als die christlich-konservativen Parteien in den anderen Bundesländern, die sich 1950 zur CDU zusammenschlossen, blieb die CSU selbstständig und organisatorisch auf Bayern beschränkt, analog der Bayerischen Volkspartei in der Weimarer Republik. Sie lehnte den gesamtdeutschen Führungsanspruch zuerst der Berliner CDU, dann der CDU in der Britischen Besatzungszone unter Konrad Adenauer ab.
Die Gründungsjahre waren geprägt vom Ringen um die programmatische Ausrichtung der Partei. Dabei stand eine christlich-liberale Gruppe um Müller und Scharnagl katholisch-konservativen Mitgliedern aus der ehemaligen BVP (Fritz Schäffer, Alois Hundhammer) gegenüber. Anfangs konkurrierte noch die separatistisch ausgerichtete Bayernpartei um dieselbe Wählerschaft wie die CSU, da beide Parteien sich als Nachfolger der BVP sahen und präsentierten. Die CSU konnte diesen Machtkampf letztendlich für sich entscheiden. Der CSU gelang es zum einen, durch einen pragmatischen Kurs zwischen Tradition und Modernisierung den versöhnungsbereiten Flügel der BP zurück zur CSU zu holen. Zum anderen wurde die BP Ende der 1950er Jahre unter dubiosen Umständen in die „Spielbankenaffäre“ verwickelt und verlor unter anderem dadurch erheblich an Ansehen und Wählerstimmen. Bei der Landtagswahl 1966 schied sie endgültig aus dem Landtag aus.

### Geschichte der CSU in Bayern
Bei der Wahl zur Verfassungsgebenden Landesversammlung Bayerns am 30. Juni 1946, der ersten landesweiten Nachkriegswahl, erhielt die CSU 58,3 Prozent der Stimmen und errang damit 109 der insgesamt 180 Sitze in der Versammlung. Seit der ersten Landtagswahl in Bayern im Dezember 1946 stellt die Partei bis auf die Regierungszeit von Wilhelm Hoegner (SPD, 1954–1957) den Ministerpräsidenten des Landes. Mit Ausnahme der Landtagswahl am 26. November 1950 war die CSU zudem stets stimmenstärkste Partei.

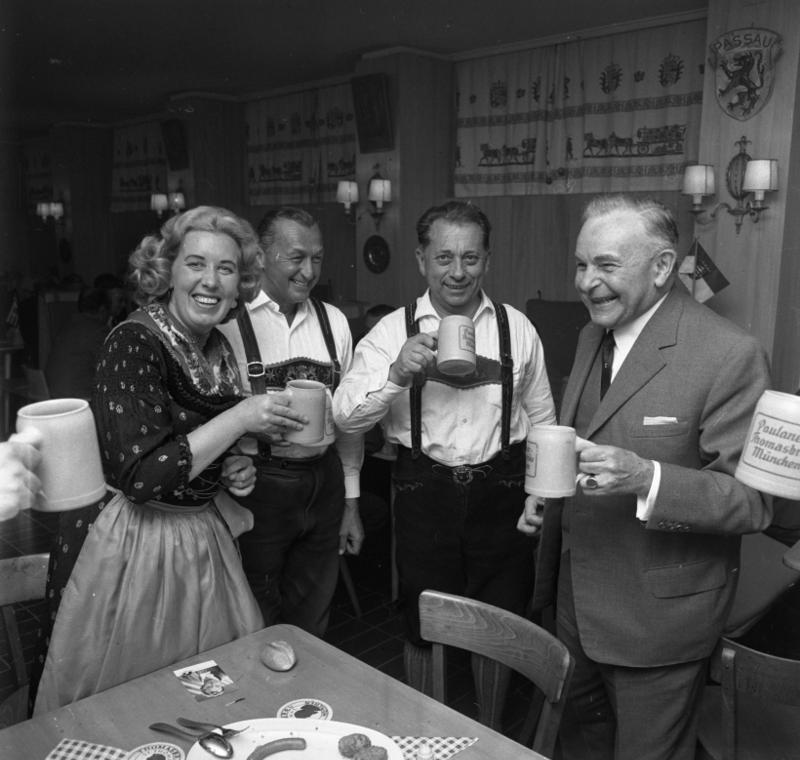
Der bayerische Ministerpräsident Hans Ehard (rechts) 1962 in der Bonner Landesvertretung

Bei der Landtagswahl 1946 erhielt die CSU 52,3 Prozent und damit eine absolute Mehrheit der Landtagssitze. Sie bildete dennoch eine Koalition mit SPD und WAV, da man durch die noch andauernden Flügelkämpfe innerhalb der CSU eine tragfähige Mehrheit nicht gesichert glaubte. Ministerpräsident wurde Hans Ehard (und nicht der Parteivorsitzende Josef Müller); damit wurde ein für beide Parteiflügel akzeptabler Kandidat in das Amt gewählt. Die Koalition zerbrach bereits im September 1947, weil CSU und SPD sich ideologisch und politisch zunehmend entfremdeten. Die CSU führte die Regierung alleine weiter. Bei der Landtagswahl am 26. November 1950 traten der BHE und die Bayernpartei (BP) erstmals an. Die BP erhielt 17,9 Prozent der Stimmen, der BHE 12,3 %, die CSU 27,4 Prozent (minus 24,9 Prozentpunkte) und die SPD 28 Prozent.
CSU, SPD und BHE schlossen eine Koalition und Hans Ehard blieb Ministerpräsident.
Nach der Wahl am 28. November 1954 musste die CSU das erste und bis dato einzige Mal in die Opposition. Obwohl sie mit 38 Prozent ihr Ergebnis wieder steigern konnte, scheiterten die Verhandlungen mit dem bisherigen Koalitionspartner SPD. Die SPD übernahm die Führung einer Viererkoalition aus SPD, BP, BHE und FDP und wählte Wilhelm Hoegner (SPD) zum Ministerpräsidenten. Die CSU versuchte aus der Opposition heraus, die Koalition auseinanderbrechen zu lassen und erreichte 1957 den Austritt der FDP und des BHE aus der Koalition. Der CSU-Vorsitzende Hanns Seidel bildete eine Koalition aus CSU, BHE und FDP, wurde am 16. Oktober 1957 vom Bayerischen Landtag zum Ministerpräsidenten gewählt und bildete das Kabinett Seidel I. Die drei Parteien setzten nach der Landtagswahl 1958 ihre Koalition fort (Kabinett Seidel II).
1959 gelang der CSU ein entscheidender Schlag gegen die konkurrierende Bayernpartei. Hohe Funktionäre der BP wurden am 8. August in der so genannten „Spielbankenaffäre“ wegen eidlicher Falschaussage zu erheblichen Zuchthausstrafen verurteilt. Selbst der ehemalige CSU-Ministerpräsident und CSU-Justizminister Hans Ehard nannte diesen Richterspruch später „ein barbarisches Urteil“. Denn: „Man hat die beiden Politiker im Untersuchungsausschuss in Nebensächlichkeiten drauf losschwören lassen. Es ist doch vergleichsweise ganz wurscht, ob einer gelbe Stiefel angehabt hat oder rote.“ Die CSU hatte vorher Belastungsmaterial gegen die BP gesammelt und war in die undurchsichtige und für die CSU günstige Aufdeckung des Falls verwickelt. Der Zeuge Lorenz Rainer berichtete unter Eid über ein Gespräch zwischen dem Spielbanken-Anwärter Karl Freisehner und dem damaligen CSU-Generalsekretär Friedrich Zimmermann, das er 1958 in einem Salzburger Hotel belauscht hatte: Zimmermann habe dem Freisehner damals Roulette-Konzessionen zugesagt, wenn dieser mit einer Selbstanzeige die Bayernpartei-Führer belaste. Der damalige CSU-Generalsekretär Friedrich Zimmermann wurde kurze Zeit später ebenfalls wegen Meineids in erster Instanz verurteilt, dieses Urteil wurde jedoch in zweiter Instanz aufgehoben, da Zimmermann in der entscheidenden Phase seiner Aussage gegen die Bayernpartei laut eines nachträglich beigebrachten Gutachters wegen Unterzuckerung einen Blackout hatte. In seiner Gesamtwürdigung der Verhandlung hielt das Gericht allerdings fest: „Es kann keine Rede davon sein, dass die Unschuld des Angeklagten erwiesen wäre…“. Zum Gutachter bemerkte Zimmermann laut SPIEGEL selbst: „Der ist von meiner Verteidigung benannt worden, den hab’ ich zum ersten Mal im Gerichtssaal gesehen.“ – Zimmermann erhielt deswegen den Spitznamen „Old Schwurhand“, der ihn zeitlebens verfolgte.
Hanns Seidel trat am 21. Januar 1960 aus gesundheitlichen Gründen zurück. Zu seinem Nachfolger wurde Hans Ehard gewählt. Die CSU erhielt bei der Wahl am 25. November 1962 47,5 Prozent der Stimmen und eine absolute Mehrheit (108 von 204) der Landtagsmandate.
Alfons Goppel wurde am 11. Dezember 1962 Ministerpräsident und Ehard wurde Justizminister im Kabinett Goppel I.
Von 1962 bis 2008 hatte die CSU eine absolute Mehrheit der Mandate im Bayerischen Landtag. Auch zahlreiche Affären wie z. B. die Spiegel-Affäre oder die Münchner CSU-Affäre taten der Popularität der CSU keinen dauerhaften Abbruch. Bei der Wahl vom 27. Oktober 1974 erhielt die CSU mit Goppel 62,1 Prozent der Stimmen, das bis heute (2024) beste Ergebnis der CSU bei einer bayerischen Landtagswahl.

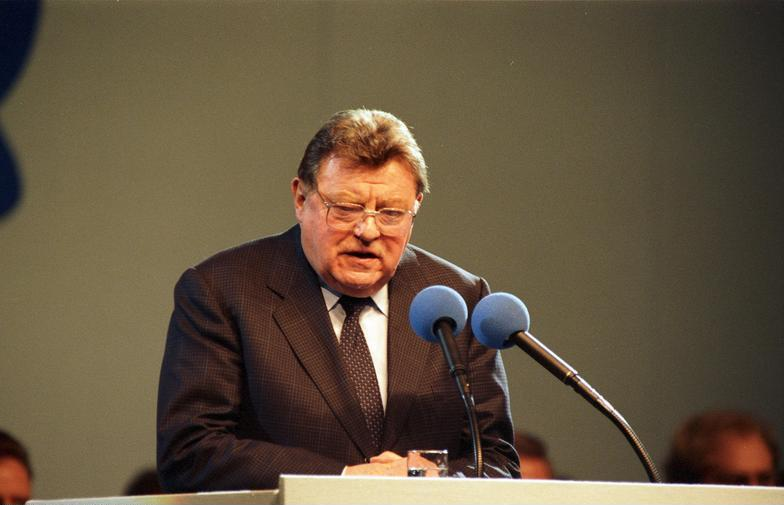
Franz Josef Strauß 1987

Goppel (* 1905) trat aus Altersgründen bei der Landtagswahl 1978 nicht mehr an. Die CSU wählte Franz Josef Strauß (der bis dahin in der damaligen Bundeshauptstadt Bonn Politik gemacht hatte) zum Spitzenkandidaten. Die CSU erhielt 59,1 % (minus 3,0 Prozentpunkte). Strauß wurde zum Ministerpräsident gewählt und blieb es bis zu seinem Tod am 3. Oktober 1988.
Danach folgte eine CSU-interne Doppelspitze: Max Streibl wurde zum Bayerischen Ministerpräsidenten, Theo Waigel zum neuen Parteivorsitzenden gewählt. In Streibls Regierungszeit fielen die deutsche Wiedervereinigung und im Dezember 1990 die Münchner Erklärung: Auf der ersten Ministerpräsidentenkonferenz aller 16 deutschen Länder seit 1947 sprachen sich die 16 Ministerpräsidenten eindeutig für das föderalistische Prinzip der Bundesrepublik aus.
Streibl trat am 27. Mai 1993 wegen der Amigo-Affäre zurück.
Der neue Ministerpräsident Edmund Stoiber, der sich im Ringen um die Nachfolge gegen Theo Waigel durchsetzte, erhielt bei der Landtagswahl im September 1994 52,8 Prozent der Stimmen.
In den 1990er Jahren verfolgte die CSU unter Stoiber das Ziel, mit den umfangreichen Privatisierungserlösen Bayern in der „Offensive Zukunft Bayern“ und der „High-Tech-Offensive Bayern“ zu einem „High-Tech-Standort“ zu machen.
Bei der Landtagswahl am 21. September 2003 gelang es der CSU als bisher einziger Partei in der Bundesrepublik Deutschland, mit 60,7 Prozent der Stimmen eine Zweidrittelmehrheit der Mandate zu erringen.
Kernpunkte der damaligen CSU-Politik waren eine rigorose Sparpolitik, die Einführung des achtjährigen Gymnasiums (verkürzter Bildungsgang – G8), eine Reform des Hochschulgesetzes und die Einführung von Studienbeiträgen. Es gab teils massive Proteste in Bayern.
Bei der Landtagswahl in Bayern am 28. September 2008 erhielt die CSU 43,4 % der Stimmen (minus 17,3 Prozentpunkte) und erhielt erstmals seit 1962 bei einer Landtagswahl keine absolute Mehrheit der Mandate. Der CSU-Vorsitzende Erwin Huber kündigte hierauf am 30. September 2008 seinen Rücktritt zum 25. Oktober 2008 an. Mangels Unterstützung durch die CSU-Landtagsfraktion trat am folgenden Tag auch Ministerpräsident Beckstein zurück. Auf dem Sonderparteitag der CSU am 25. Oktober 2008 wurde Horst Seehofer zum Nachfolger von Erwin Huber gewählt. Seehofer wurde am 27. Oktober im bayerischen Landtag auch zum Ministerpräsidenten gewählt. CSU und FDP schlossen eine Koalition (Kabinett Seehofer I).
Im Herbst 2012 trat infolge der CSU-Medienaffäre 2012 Parteisprecher Hans Michael Strepp zurück, nachdem er versucht hatte, Einfluss auf die Berichterstattung des ZDF zu nehmen. Etwas später wurde bekannt, dass auch Markus Söder in seiner Zeit als CSU-Generalsekretär mehrmals beim ZDF interveniert hatte. Seine Sprecherin im Umweltministerium, Ulrike Strauß, tat es ihm 2011 beim Bayerischen Rundfunk gleich.
Bei der Landtagswahl in Bayern 2013 erhielt die CSU 47,7 Prozent der Wählerstimmen und erneut eine absolute Mehrheit der Mandate. Horst Seehofer blieb Ministerpräsident. Wenige Monate vor der Landtagswahl im Oktober 2018 löste Markus Söder Seehofer im Amt des Ministerpräsidenten ab. Bei dieser Landtagswahl erhielt die CSU nur 37,2 Prozent der Stimmen (minus 10,5 Prozentpunkte) und die Freien Wähler 11,6 %. Die beiden Parteien bildeten eine Koalition; ebenso nach der Landtagswahl 2023 (siehe auch Kabinett Söder I und II).

### Die CSU auf Bundesebene
Die Geschichte der CSU auf Bundesebene ist geprägt von ihrem Bestreben nach Selbstständigkeit im Rahmen der Unionsparteien. Bereits in den ersten Nachkriegsjahren wurde deutlich, dass die bayerische Unionspartei sich nicht in eine deutschlandweite Organisationsstruktur einfügen wollte und eine starke Rolle auch über Bayern hinaus beanspruchte.
Bereits bei einem Treffen von Unionspolitikern am 3. April 1946 in Stuttgart lehnte die CSU, vertreten durch Josef Müller, den Führungsanspruch der Berliner CDU ab, und auf dem ersten Bundesparteitag der Union am 20. Oktober 1950 in Goslar schloss sich die CSU nicht wie die übrigen christlichdemokratischen Landesparteien West-Deutschlands und West-Berlins zur CDU Deutschlands zusammen. Damit stand sie in Tradition zur Bayerischen Volkspartei, die sich 1918 von der Mutterpartei, Zentrum, gelöst hatte, und bis zu ihrer Auflösung auf Bayern beschränkt blieb und eigenständig auf Reichsebene agierte.
Von Anfang an arbeitete die CSU in der „Arbeitsgemeinschaft CDU/CSU Deutschlands“ mit und machte auch über Bayern hinaus Ansprüche geltend: In der neu gegründeten Hauptverwaltung der Bizone besetzte sie die beiden Direktorenposten für Post- und Fernmeldewesen (Hans Schuberth) und Wirtschaft (Johannes Semler). Der CSU-Politiker Anton Pfeiffer übernahm den Vorsitz des Verfassungskonvents von Herrenchiemsee und der Unionsfraktion im Parlamentarischen Rat. Obwohl die CSU durch die bayerische Staatsregierung massiv auf die föderale Grundlage des Grundgesetzes eingewirkt hat, lehnte der bayerische Landtag nach 15-stündiger Debatte mit 101:63 Stimmen bei 9 Enthaltungen als einziges Länderparlament das Grundgesetz als zu bundeslastig und die Länder behindernd ab. In einem gesonderten Beschluss wurde mit 97:6 Stimmen bei 70 Enthaltungen die Rechtsverbindlichkeit des Grundgesetzes dann aber anerkannt, falls zwei Drittel der Bundesländer es annähmen.
Die erste Bundestagswahl 1949 endete für die CSU mit einem Fiasko. Sie erhielt nur 29,2 Prozent der Stimmen in Bayern und musste einen großen Teil ihrer Anhänger an die BP abgeben. Dennoch war die CSU mit den drei Ministern Fritz Schäffer (Finanzen), Wilhelm Niklas (Landwirtschaft und Ernährung) und Hans Schuberth (Post- und Fernmeldewesen) im ersten Kabinett Adenauers vertreten. Die Abgeordneten der CSU bildeten gemeinsam mit den Abgeordneten der CDU eine Fraktionsgemeinschaft, die noch heute bestehende CDU/CSU-Fraktion. Bereits einen Tag vor Konstituierung der Unionsfraktion gründeten die 24 Abgeordneten die Landesgruppe der CSU zur Vertretung bayerischer Interessen. Wie auch bei den Landtagswahlen gewann die CSU ab 1953 wieder Stimmen hinzu und konnte auch bei Bundestagswahlen in Bayern regelmäßig die absolute Mehrheit für sich verbuchen. An allen unionsgeführten Bundesregierungen war die CSU, teilweise überproportional, mit Bundesministern vertreten.
Prägend für die Geschichte der CSU auf Bundesebene war Franz Josef Strauß, seit 1949 stellvertretender Vorsitzender der Landesgruppe und ab 1953 in verschiedenen Ministerämtern (Besondere Aufgaben, Atomfragen, Verteidigung). In der Großen Koalition Kurt Georg Kiesingers war Strauß Finanzminister. Nach dem Regierungswechsel 1969 profilierte sich die CSU unter seiner Führung als der konservativere Flügel innerhalb der Unionsfraktion. Sichtbarer Ausdruck dafür war die von Strauß initiierte Klage des Freistaates Bayern gegen den Grundlagenvertrag und der Trennungsbeschluss von Wildbad Kreuth: Die CSU-Landesgruppe beschloss am 19. November 1976, die Fraktionsgemeinschaft mit der CDU nicht fortzuführen. Offizielle Gründe dafür waren eine effektivere Oppositionsarbeit und mehr Redezeit im Parlament.

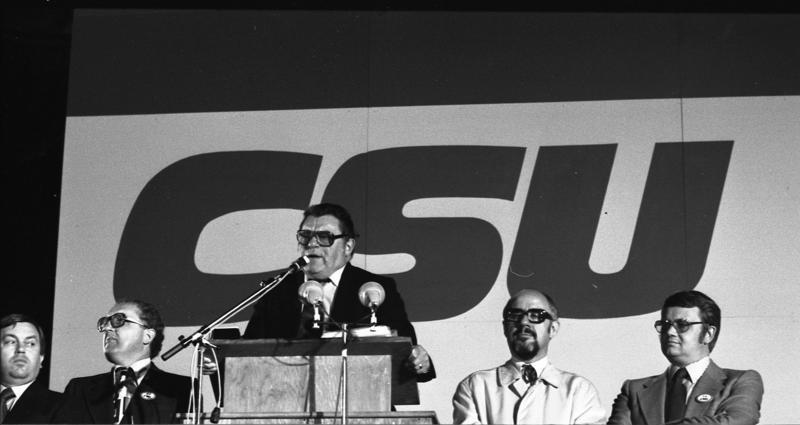
Bundestagswahlkampf 1976: Kundgebung in München mit Franz Josef Strauß (am Mikrofon), links der damalige bayerische Ministerpräsident Alfons Goppel

Hinter den Kulissen war die CSU jedoch darüber verärgert, dass die Union bei der zurückliegenden Bundestagswahl die SPD trotz eines 60-%-Ergebnisses der CSU in Bayern nicht ablösen konnte. Auch das Verhältnis zur FDP und Überlegungen zu einer strategischen Umgestaltung der Parteienlandschaft führten zu Spannungen: Um mittelfristig dem bürgerlichen Lager wieder die Mehrheit zu sichern, kam es vor allem in der CSU (wieder) zu Überlegungen, die CSU bundesweit zu organisieren. Als „Vierte Partei“ würde eine konservative CSU ein anderes Wählerpotenzial in der Bundesrepublik ansprechen als eine liberalere CDU. Diesen Plänen stand die CDU hingegen aus Furcht vor Stimmenverlusten ablehnend gegenüber. Nach harten Verhandlungen nahm die CSU am 12. Dezember den Kreuther Beschluss zurück, ging aber deutlich gestärkt aus dem Konflikt hervor und erreichte die Nominierung ihres Vorsitzenden Strauß als Kanzlerkandidat für die Bundestagswahl 1980. Der wegen seiner konservativen Ansichten und politischen Vergangenheit stark umstrittene Strauß konnte sich aber in einem stark polarisierenden Wahlkampf nicht gegen den Amtsinhaber Helmut Schmidt durchsetzen, obwohl die Union trotz Verlusten wieder stärkste Kraft wurde. Während die CSU ihr Ergebnis von 1976 halten konnte, verlor die CDU fast vier Prozentpunkte.
In den Kabinetten von Helmut Kohl war die CSU von 1982 bis 1998 stets mit vier bis sechs Bundesministern vertreten, darunter Friedrich Zimmermann, Theo Waigel und Horst Seehofer. Nach der Niederlage bei der Bundestagswahl 1998, bei der die CSU in Bayern zum ersten Mal seit 1953 wieder unter die Marke von 50 Prozent der Stimmen fiel, trat Theo Waigel als Vorsitzender zurück und der Bayerische Ministerpräsident Edmund Stoiber wurde zu seinem Nachfolger als Parteivorsitzender gewählt. 1999 initiierten CSU und CDU eine Unterschriftenaktion gegen die Reform des deutschen Staatsbürgerschaftsrechts, in der das Abstammungsrecht durch Elemente des ius soli ergänzt werden sollte.
Die CDU erreichte bei der Landtagswahl in Hessen am 76. Februar 1999 den ersten Wahlsieg nach der verlorenen Bundestagswahl 1998 und wurde auch bei den Landtagswahlen im Saarland, in Thüringen, in Sachsen und in Berlin stärkste Partei.

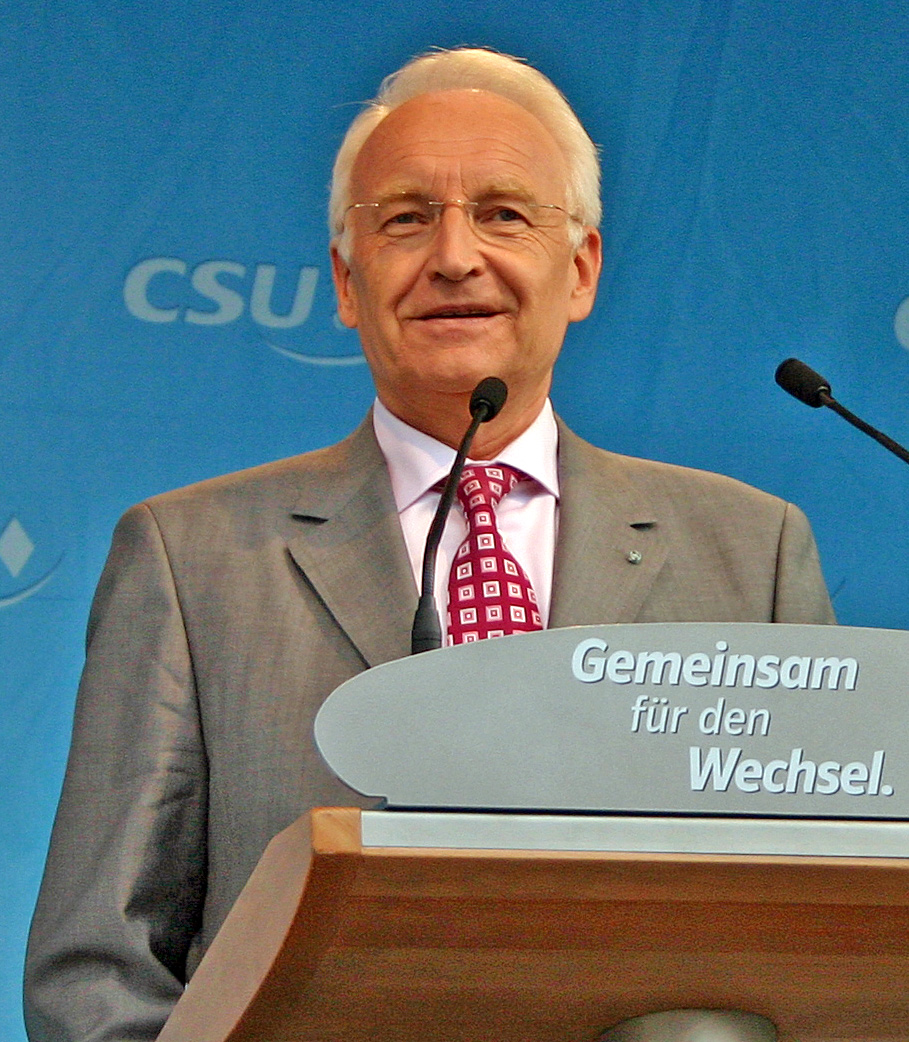
Edmund Stoiber auf einer Wahlkampfveranstaltung in Würzburg (2005)

Unter dem Vorsitz von Edmund Stoiber nahm der Einfluss der CSU in der Union wieder stark zu. Stoiber wurde vor der Bundestagswahl 2002 zum Kanzlerkandidaten der Union nominiert. Er hatte (anders als Strauß) bei der Bundestagswahl 1980 die gesamte Union hinter sich, scheiterte aber gegen Gerhard Schröder, weil er (wie Strauß) Schwierigkeiten hatte, CDU-Wähler in Ostdeutschland und Norddeutschland zu mobilisieren.

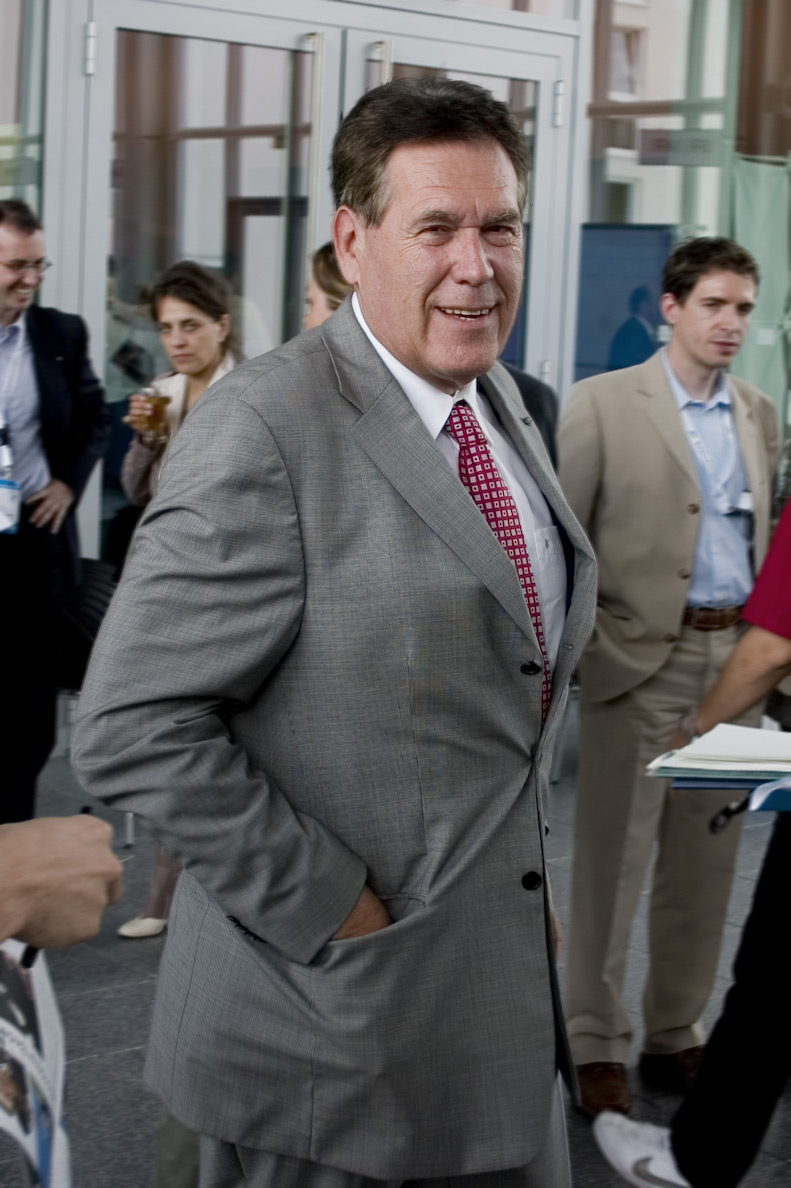
Michael Glos (2005)

Bei der vorgezogenen Bundestagswahl 2005 musste die CSU in Bayern deutliche Verluste hinnehmen, die jedoch in erster Linie auf einen hohen Anteil an Leihstimmen für die FDP, die ihr Wahlergebnis in Bayern mehr als verdoppeln konnte, zurückzuführen sind. Sie verlor 9,3 Prozentpunkte und kam auf 49,3 Prozent. Um das Gewicht der CSU in der geplanten Großen Koalition unter Angela Merkel zu wahren und die Unterstützung der CSU zu signalisieren, sollte Edmund Stoiber als Bundesminister eines neu geschaffenen Bundesministeriums für Wirtschaft und Technologie nach Berlin wechseln. Um seine Nachfolge in Bayern bewarben sich Innenminister Günther Beckstein und Staatskanzleichef Erwin Huber.

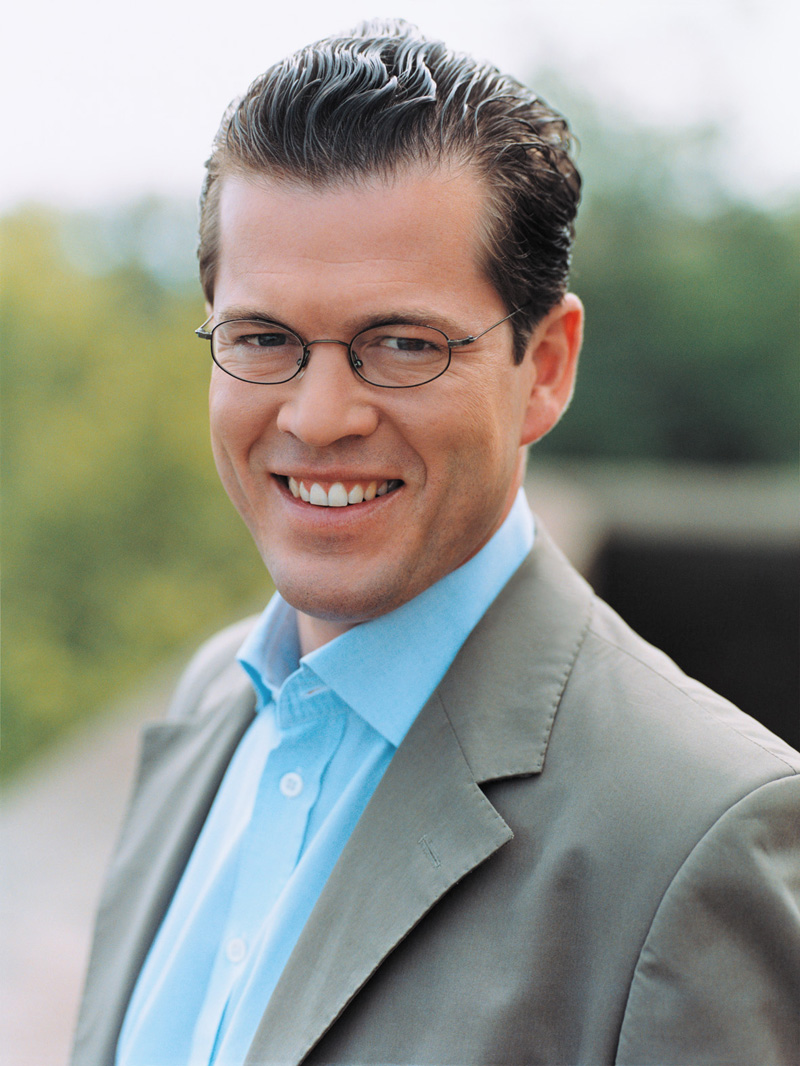
Der ehemalige Bundesverteidigungsminister Karl-Theodor zu Guttenberg (2006)

Edmund Stoiber nahm die Ankündigung des SPD-Parteivorsitzenden Franz Müntefering, nicht mehr für den SPD-Vorsitz kandidieren zu wollen, zum Anlass um seine Zusage als Minister ins Bundeskabinett unter Merkel einzutreten, zurückzuziehen. Damit löste er eine Krise in der CSU aus. Im Zentrum der Kritik stand dabei die Forderung nach einer intensiveren innerparteilichen Diskussion zentraler Themen. Stoiber reagierte darauf unter anderem mit dem Plan einer „Aktualisierung“ des Grundsatzprogramms aus dem Jahr 1993. Der ursprünglich für Stoiber vorgesehene Posten des Bundesministers für Wirtschaft und Technologie wurde mit dem langjährigen CSU-Landesgruppenchef Michael Glos besetzt. Horst Seehofer wurde Bundesminister für Ernährung, Landwirtschaft und Verbraucherschutz.
Am 18. Januar 2007 gab Edmund Stoiber seinen Verzicht auf die Ämter des CSU-Parteivorsitzenden und des Bayerischen Ministerpräsidenten für Anfang Oktober 2007 bekannt. Als Ministerpräsident folgte ihm sein ehemaliger Stellvertreter Günther Beckstein nach, für den Parteivorsitz kandidierten Erwin Huber, Horst Seehofer und Gabriele Pauli. Der als Favorit geltende Erwin Huber erhielt auf dem Parteitag am 29. September 2007 58,19 Prozent der Stimmen.
Der Verlust der absoluten Mehrheit der CSU bei der Landtagswahl in Bayern 2008 veranlasste sowohl Erwin Huber als auch Günther Beckstein von ihren Ämtern zurückzutreten. Horst Seehofer übernahm im Folgenden den CSU-Vorsitz und wurde zum Bayerischen Ministerpräsidenten gewählt. Seine Nachfolgerin im Amt des Landwirtschaftsministers wurde Ilse Aigner. Michael Glos trat vom Amt des Bundeswirtschaftsministers zurück und Karl-Theodor zu Guttenberg wurde am 10. Februar 2009 dessen Nachfolger.
Eines der Hauptwahlkampfthemen der CSU zur Bundestagswahl 2009 war die Senkung der Mehrwertsteuersatzes für Übernachtungen in Hotels. Horst Seehofer versprach, nur einen Koalitionsvertrag zu unterschreiben, in dem die Senkung der Hotelsteuer beschlossen wird.
Nach der Bundestagswahl 2009 kam es zu einer Koalition der Unionsparteien mit der FDP, in der drei Ministerien von der CSU übernommen wurden. Da das Bundeswirtschaftsministerium an die FDP ging, übernahm Guttenberg das Bundesministerium der Verteidigung. Als Verteidigungsminister stieß er eine Reihe von Maßnahmen an, die zu einer Reform der deutschen Bundeswehr führen sollen, die die Aussetzung der Wehrpflicht, einen freiwilligen Wehrdienst und die Reduzierung der Truppenstärke beinhaltet. Allerdings trat Guttenberg vom Amt des Bundesverteidigungsministers am 1. März 2011 wegen der Plagiatsaffäre um seine Doktorarbeit zurück. Am 3. März 2011 wurde Guttenberg von Bundespräsident Christian Wulff entlassen. Während das Amt des Bundesverteidigungsministers von dem CDU-Politiker Thomas de Maizière übernommen wurde, stellte die CSU bis zum Ende der Legislaturperiode mit dem ehemaligen CSU-Landesgruppenchef Hans-Peter Friedrich den Bundesinnenminister.

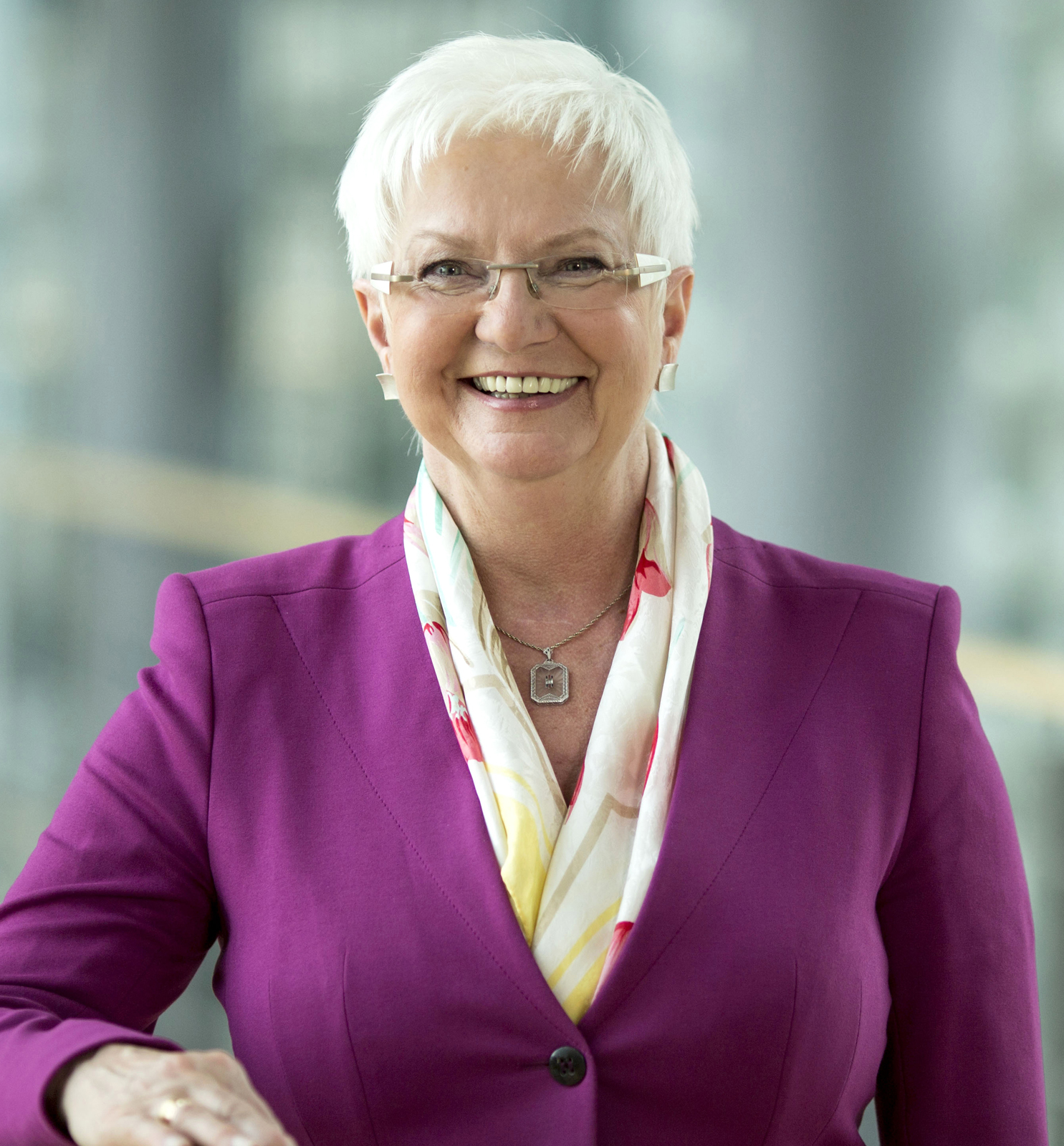
Die CSU-Spitzenkandidatin bei der Bundestagswahl 2013, Gerda Hasselfeldt (2013)

Bei der Bundestagswahl 2013 war mit Gerda Hasselfeldt erstmals eine Frau Spitzenkandidatin der CSU.
2016 wurde erneut diskutiert, ob die CSU bundesweit antreten solle. Christoph Schwennicke schrieb für Cicero, dass die CSU, wenn sie Angela Merkels Kurs in der Flüchtlingspolitik nicht mehr mittragen könne, die Koalition verlassen, oder bundesweit antreten solle. Nach den drei Landtagswahlen vom 13. März 2016 (Baden-Württemberg, Rheinland-Pfalz und Sachsen-Anhalt) lehnte Parteichef Horst Seehofer das gegenüber der Passauer Neuen Presse grundsätzlich, aber nicht für immer, ab: „Es sei weiterhin ‚richtig, wenn wir uns nicht bundesweit ausdehnen, sondern stattdessen in die CDU hineinwirken […]. Das bleibt unsere Strategie. Aber niemand kann Ewigkeitsgarantien abgeben.‘“
Bei der Bundestagswahl 2017 erzielte die CSU das schlechteste Ergebnis seit 1949 und büßte mehr als zehn Prozentpunkte ein. Den Großteil der Stimmen verlor sie an die 2013 gegründete Alternative für Deutschland (AfD), die sich rechts der CSU positionierte. Die AfD zog mit 12,6 % ebenso in den Bundestag ein, womit das erste Mal seit 1949 eine Partei rechts der Union im Bundestag vertreten ist. Horst Seehofer gab am Wahlabend als Reaktion bekannt, dass sich die CSU wieder mehr auf konservative Werte konzentrieren wolle, um die verursachte „offene Flanke“ nach rechts wieder schließen zu können, die von der AfD gefüllt worden sei.
Bei der Bundestagswahl 2021 erlangte die CSU 31,7 % der Stimmen und damit 7 Prozentpunkte weniger als 2017. Das war das schlechteste Ergebnis seit der Bundestagswahl 1949.

### Europagruppe

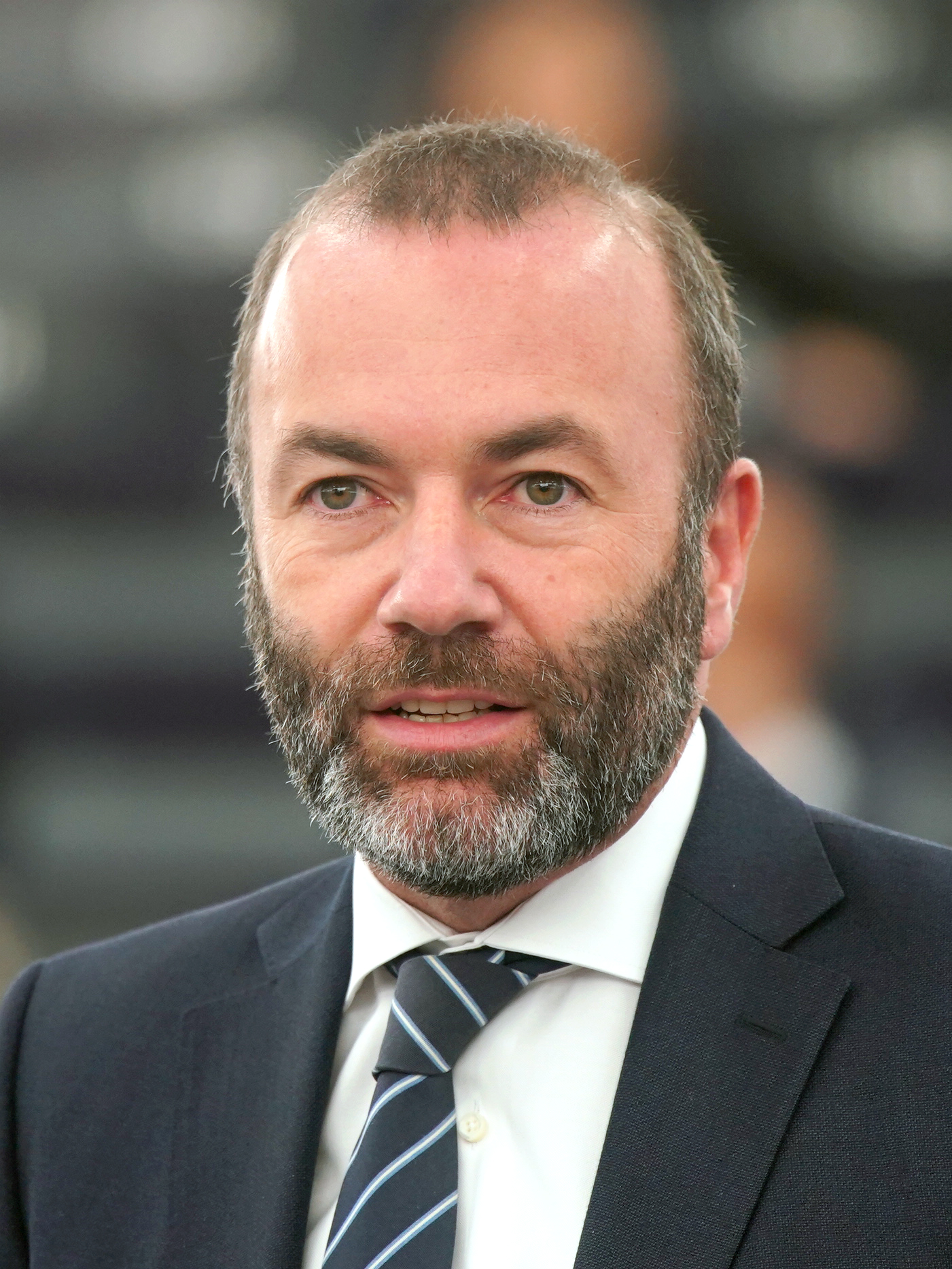
Manfred Weber, Fraktionsvorsitzender der Europäischen Volkspartei/EVP(EVP)

Seit den ersten Direktwahlen zum Europaparlament 1979 ist die CSU stets mit fünf bis zehn Abgeordneten vertreten und errang außer 1989 stets die absolute Mehrheit in Bayern. Von 1987 bis 1995 war Peter Schmidhuber Mitglied dreier Europäischer Kommissionen (Delors I-III) unter Jacques Delors, zuständig für Regionalpolitik und Marktwirtschaft sowie seit Januar 1989 auch für Haushaltskontrolle.
Um die Einflussmöglichkeiten der Länder ausreichend zu sichern, setzten sich die CSU und mit ihr die Bayerische Staatsregierung 1992 massiv dafür ein, den späteren Ausschuss der Regionen zu schaffen und stellte dessen Generalsekretär. Bei der Europawahl 2004 holte sie mit ihrem Spitzenkandidaten Ingo Friedrich, dem Vizepräsidenten des Europäischen Parlaments, 57,4 % der Stimmen und stellte neun von elf bayerischen Europaabgeordneten. Eines der Hauptwahlkampfthemen war die Ablehnung einer EU-Vollmitgliedschaft der Türkei. Ebenfalls 2004 wurde Edmund Stoiber von Jacques Chirac und Gerhard Schröder als Nachfolger des EU-Kommissionspräsidenten Romano Prodi ins Gespräch gebracht. Stoiber entschied sich jedoch gegen einen Wechsel nach Brüssel.
Als eine der zehn größten Gruppen übt die CSU im Verbund mit der CDU starken Einfluss in der EVP-Fraktion aus. Sie stellt mit Manfred Weber den Fraktionsvorsitzenden, de zur Europawahl 2019 Spitzenkandidat war, und mit Albert Deß den Sprecher für Agrarpolitik. Vorsitzende der CSU-Europagruppe im Europäischen Parlament ist Angelika Niebler.

### CSU-Gruppierungen außerhalb Bayerns

#### Saarland
Mitte der fünfziger Jahre formierte sich im damals noch nicht zur Bundesrepublik gehörenden Saarland ohne Mitwirkung aus Bayern eine Vereinigung namens CSU-Saar (CSU-S). Sie erreichte bei der Landtagswahl 1955 lediglich 0,6 Prozent.
Nach der Eingliederung des Saarlandes in die Bundesrepublik Deutschland nahm die Christliche Volkspartei des Saarlandes (CVP), die sich gegen einen Beitritt ausgesprochen hatte, Verhandlungen mit der bayerischen CSU auf. Infolgedessen wurde am 6. Juli 1957 eine Art CSU-Landesverband aus CVP und der CSU-Saar gebildet. Bei der Bundestagswahl 1957 erzielte die saarländische CSU 21 %, was durch Listenverbindung mit der bayerischen CSU zu zwei Mandaten im Deutschen Bundestag führte. Die CVP-Fraktion im Landtag des Saarlandes benannte sich in CSU-Fraktion um.
Ende 1959 wurde die CSU/CVP aufgelöst. Nach einem Rahmenabkommen mit der CDU-Saar am 30. November 1958 konnten die Mitglieder bis September 1959 in die CDU-Saar wechseln. Eine Minderheit gründete die Saarländische Volkspartei (SVP), da sie sich der CDU-Saar nicht anschließen wollte.

#### Mecklenburg-Vorpommern
Bei der Landtagswahl in Mecklenburg-Vorpommern 1990 trat ein von der bayerischen CSU unabhängiger CSU-Verband an. Mit einem Ergebnis von 1,1 % gelang ihm der Einzug in den Landtag nicht.

## Jugendorganisation (Junge Union Bayern)
Die Junge Union Bayern ist einer der acht Arbeitsgemeinschaften der CSU. Als Nachwuchsorganisation der CSU hat sie die besondere Aufgabe, die junge Generation an das politische Leben heranzuführen und sie zur Mitarbeit in der Partei zu gewinnen. Die Geschäftsordnung der Jungen Union Bayern wird vom CSU-Parteivorstand genehmigt.

### Geschichte
Gegründet wurde die Junge Union Bayern am 12. Januar 1947 im Regensburger Kolpinghaus. An die Führungsspitze wurde ein dreiköpfiger Landesrat gewählt, der aus Rudolf Birkl, Franz Steber und Otto Schedl als gleichberechtigten Vorsitzenden bestand. Gleichzeitig konstituierte sich in Regensburg auch das Parlament der Jungen Union (PdJU), dessen Fraktionen aus den gewählten Vertretern der Bezirksverbände bestanden. Erst eine Woche Später wurde die Junge Union Deutschlands gegründet.
Die Jugendorganisation entwickelte sich schnell und hatte am Ende des Jahres schon 13.000 Mitglieder. Zudem war sie in Orts-, Kreis- und Bezirksverbänden organisiert. Bei der Wahl zum ersten Deutschen Bundestag hielten drei bayerische Junge-Union-Abgeordnete Einzug ins Parlament: Der damalige CSU-Generalsekretär Franz-Josef Strauß, Richard Jaeger (später Bundesminister) und Richard Stücklen (späterer Bundestagspräsident).
Heute hat die Junge Union Bayern rund 34.000 Mitglieder und ist nicht nur der größte Jugendverband in Bayern, sondern auch der größte Landesverband der Jungen Union in Deutschland. Zudem sind vier Mitglieder im Bayerischen Landtag, zwölf im Bundestag und eines im Europäischen Parlament vertreten. Darüber hinaus zählt die JU mehr als 1500 Kommunalpolitiker in Gemeinden, Städten und Kreisen.

### Inhaltliches Profil / Ideologie
Die Junge Union positioniert sich als eigenständige Jugendorganisation der CSU, die zusammen mit der CSU gemeinsame Ziele verfolgt und sowohl inhaltliche als auch personelle Erneuerung für die CSU bietet.
In der ersten Satzung vom 2. März 1947 wurde festgehalten, dass die Organisation die junge Generation in der CSU und in der Gesellschaft repräsentiert und als Nachwuchs der CSU die Aufgabe hat, die Partei zu schulen und zu bilden.

### Das Werteverständnis
So wie bei der CSU, ist das Werteverständnis der Jungen Union Bayern christlich-sozial, konservativ und liberal. Nach eigenen Angaben sind die einzelnen Aspekte des Werteverständnis der JU-Bayern die folgenden:
1. Christliches Menschenbild
2. Freiheit und Verantwortung
3. Schutz des Lebens
4. Generationsgerechtigkeit
5. Zukunft durch Fortschritt

### Die Struktur
Wie die CSU folgt auch die Junge Union Bayern in ihrer Organisation der Landesstruktur Bayerns. Zum 29. Juli 2019 ist die Jugendorganisation der JU-Bayern in 10 Bezirksverbände, 107 Kreisverbände und 757 Ortsverbände gegliedert. Die Mitgliedschaft in der JU-Bayern steht allen jungen Menschen zwischen 14 und 35 Jahren offen.
Seit dem 30. August 2019 ist der Landesvorsitzende der JU-Bayern Christian Doleschal.

## Persönlichkeiten

### Parteivorsitzende

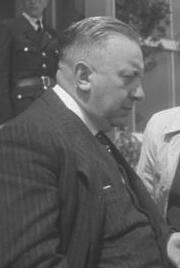
Josef Müller 1945 bis 1949
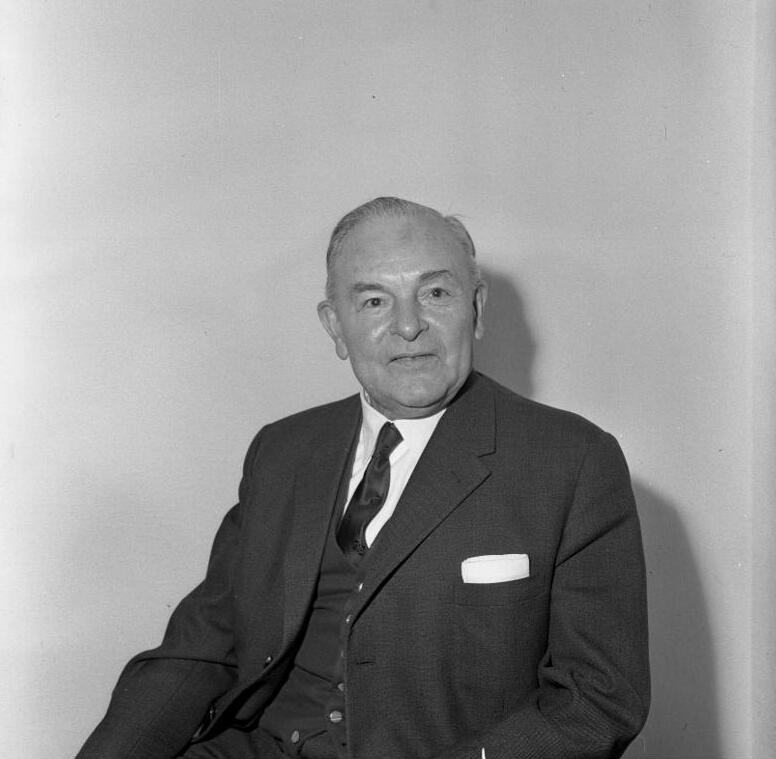
Hans Ehard 1949 bis 1955
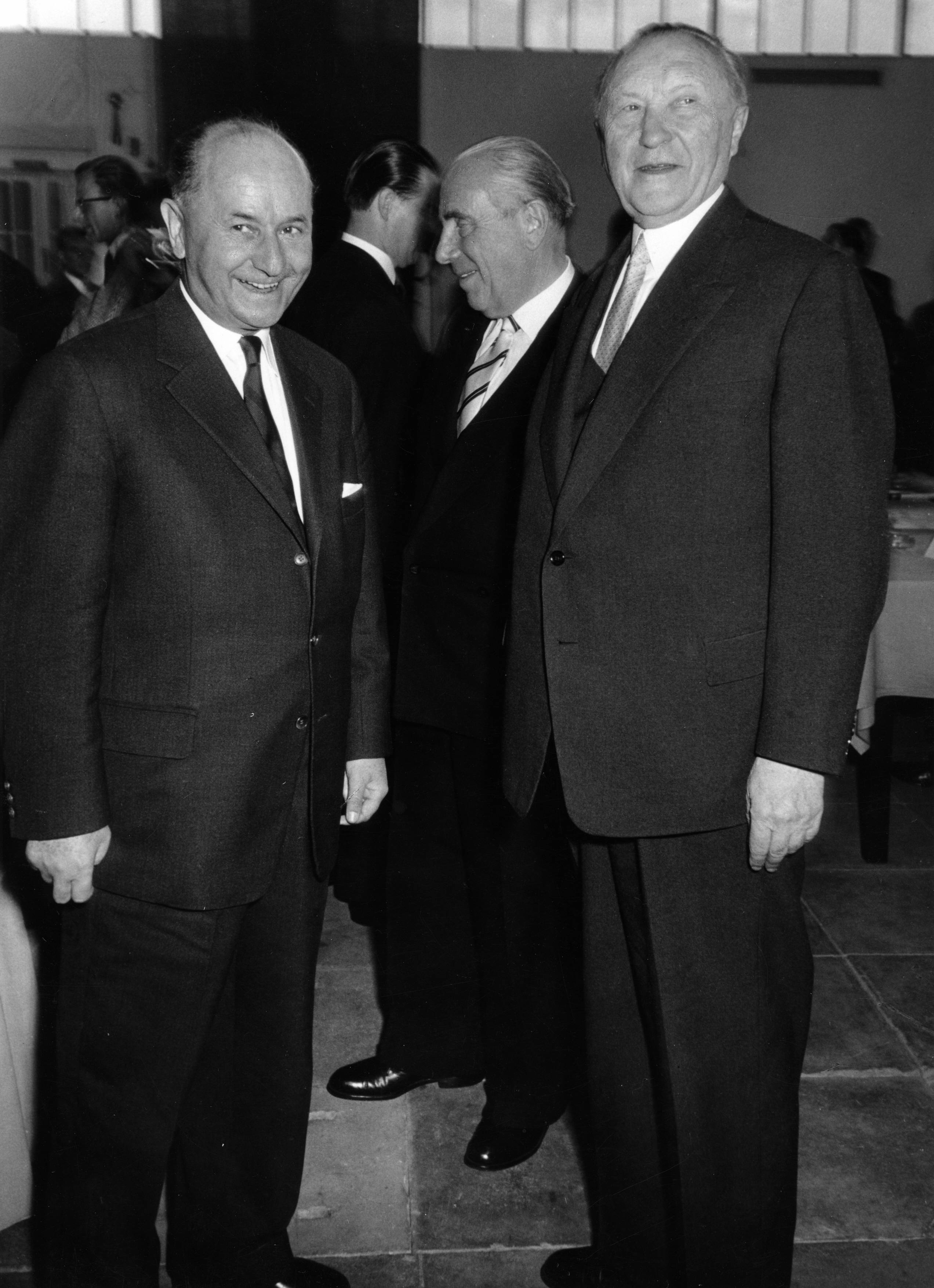
Hanns Seidel 1955 bis 1961
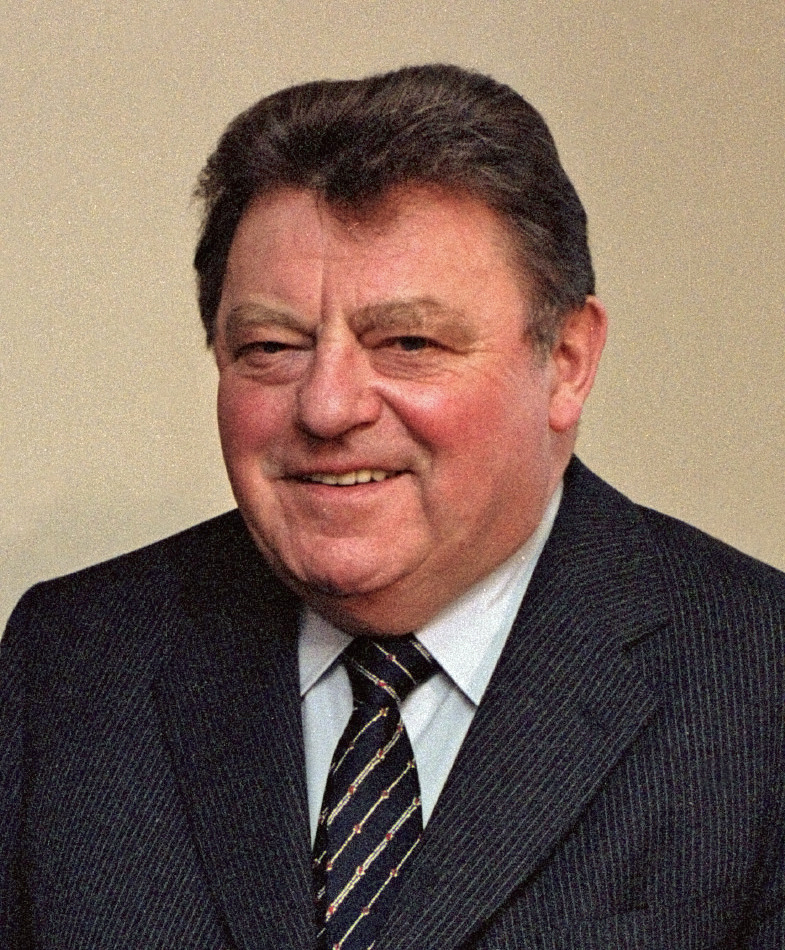
Franz Josef Strauß 1961 bis 1988
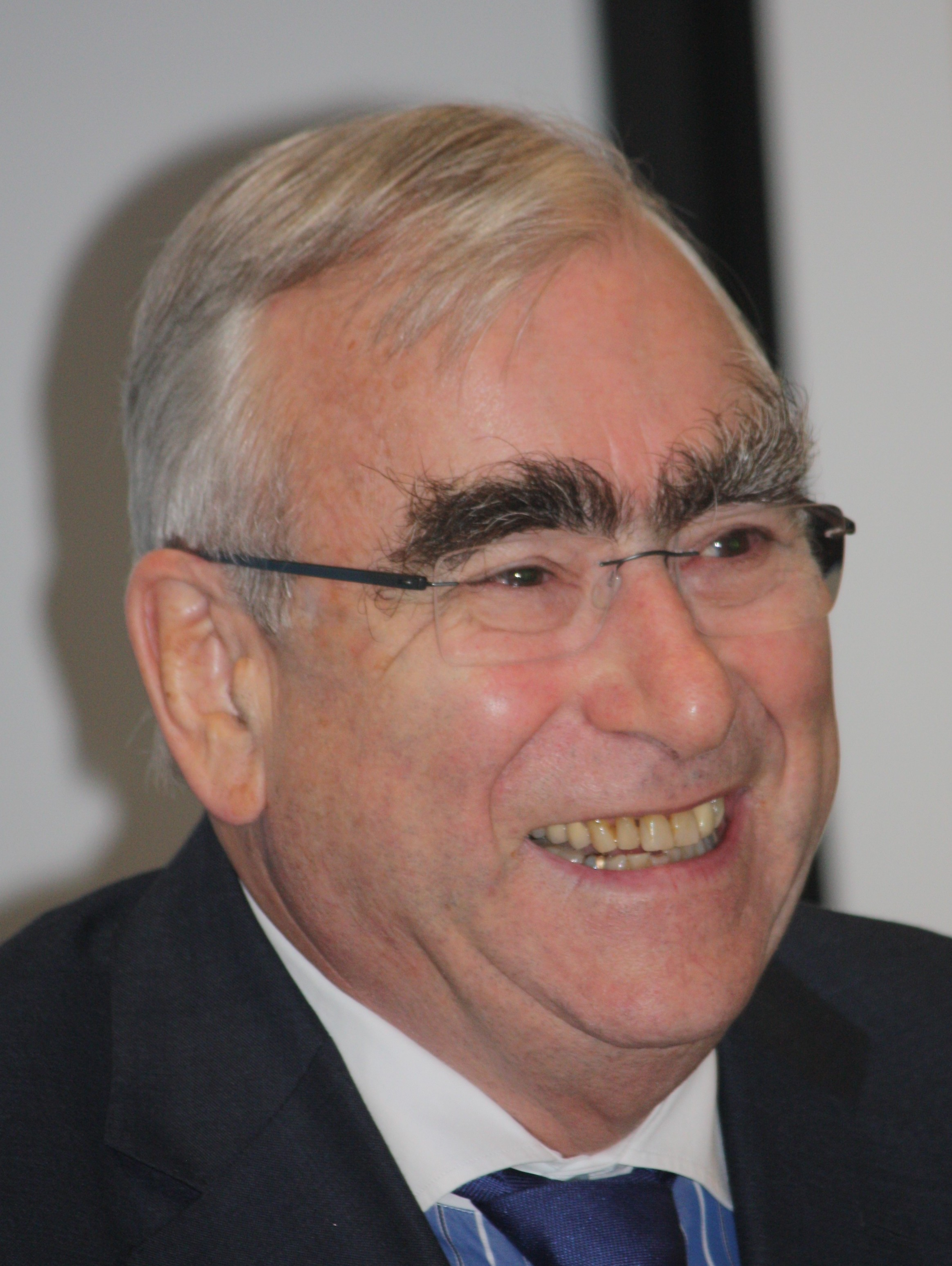
Theo Waigel 1988 bis 1999
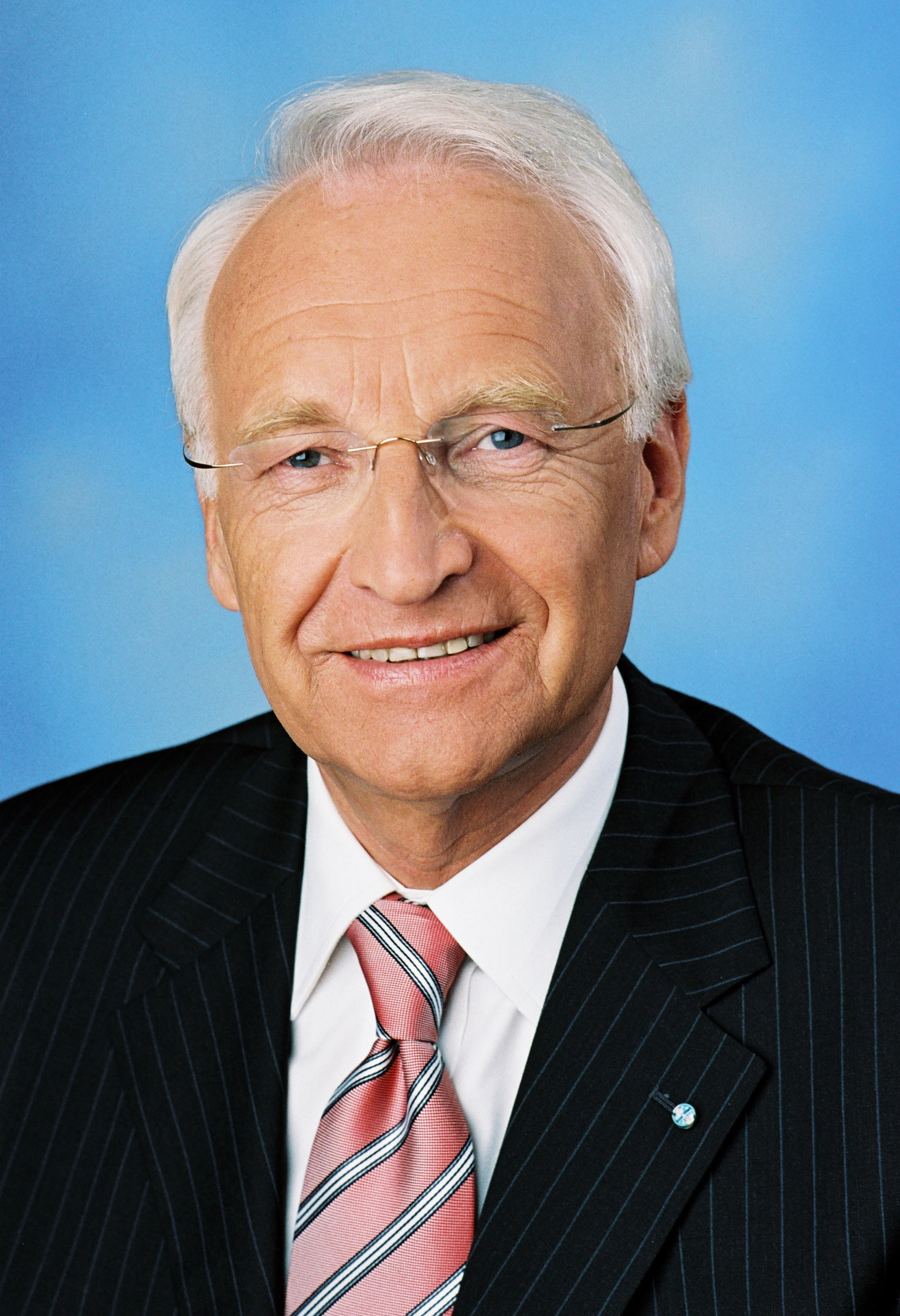
Edmund Stoiber 1999 bis 2007
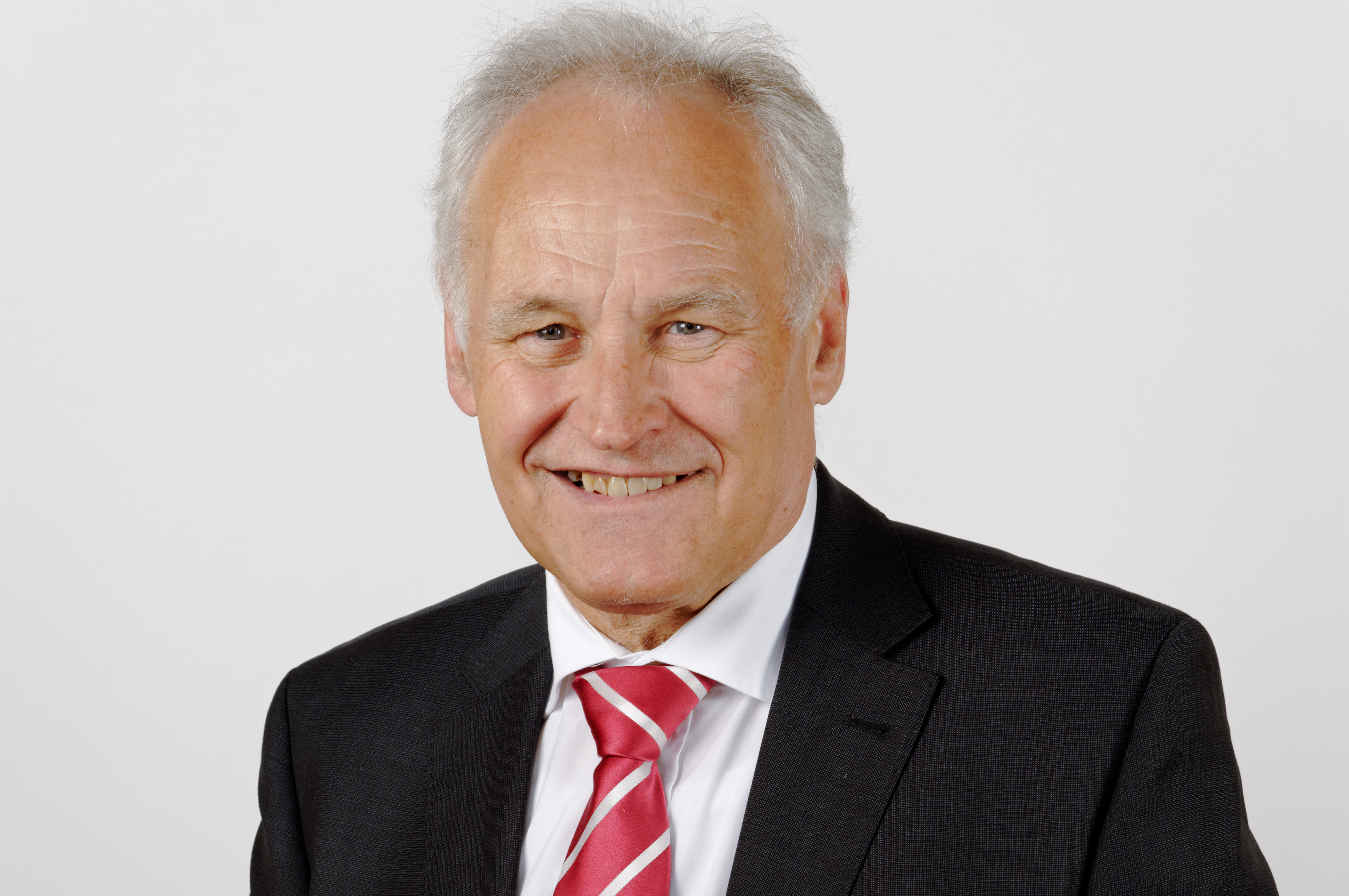
Erwin Huber 2007 bis 2008
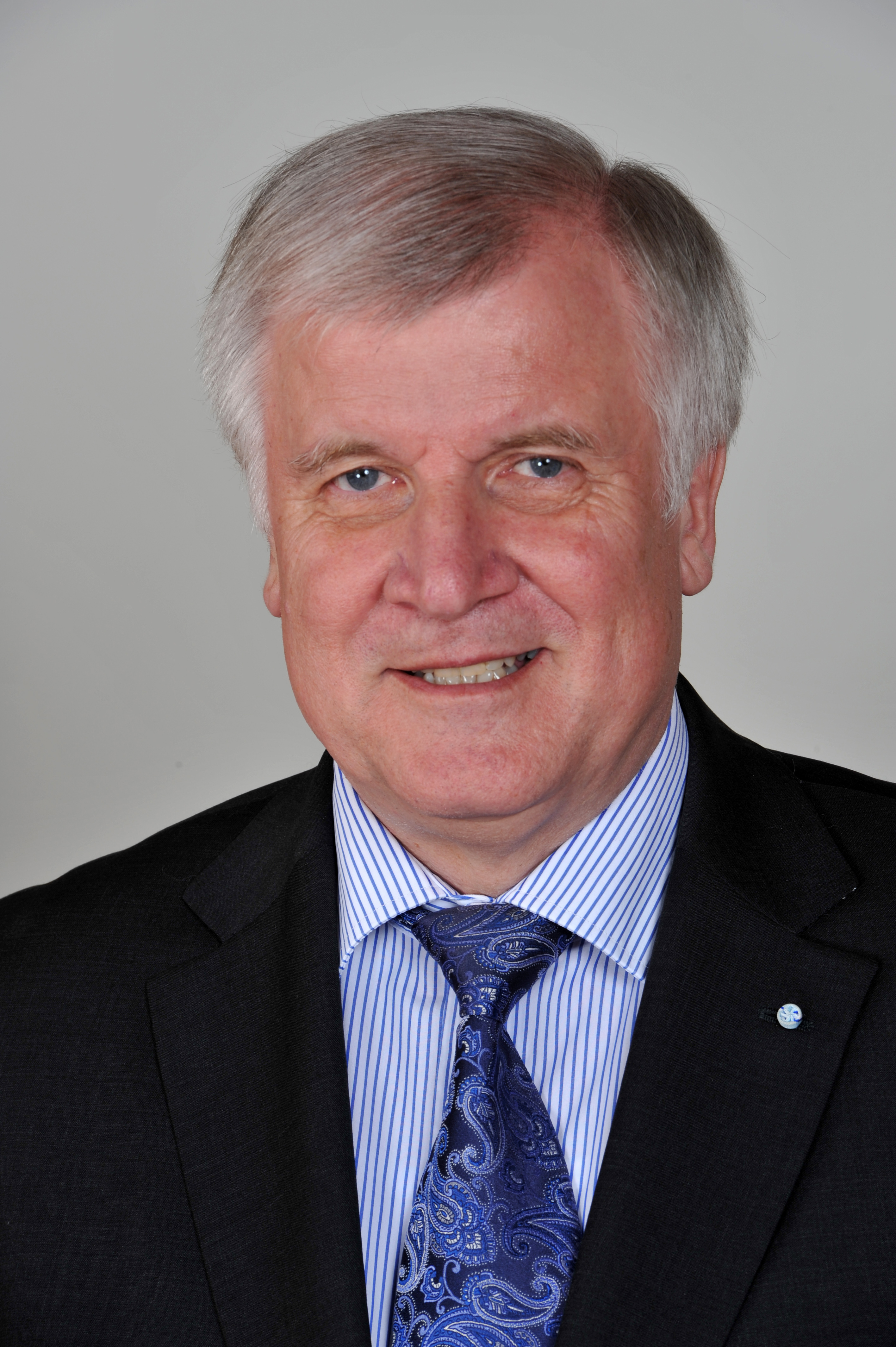
Horst Seehofer 2008 bis 2019
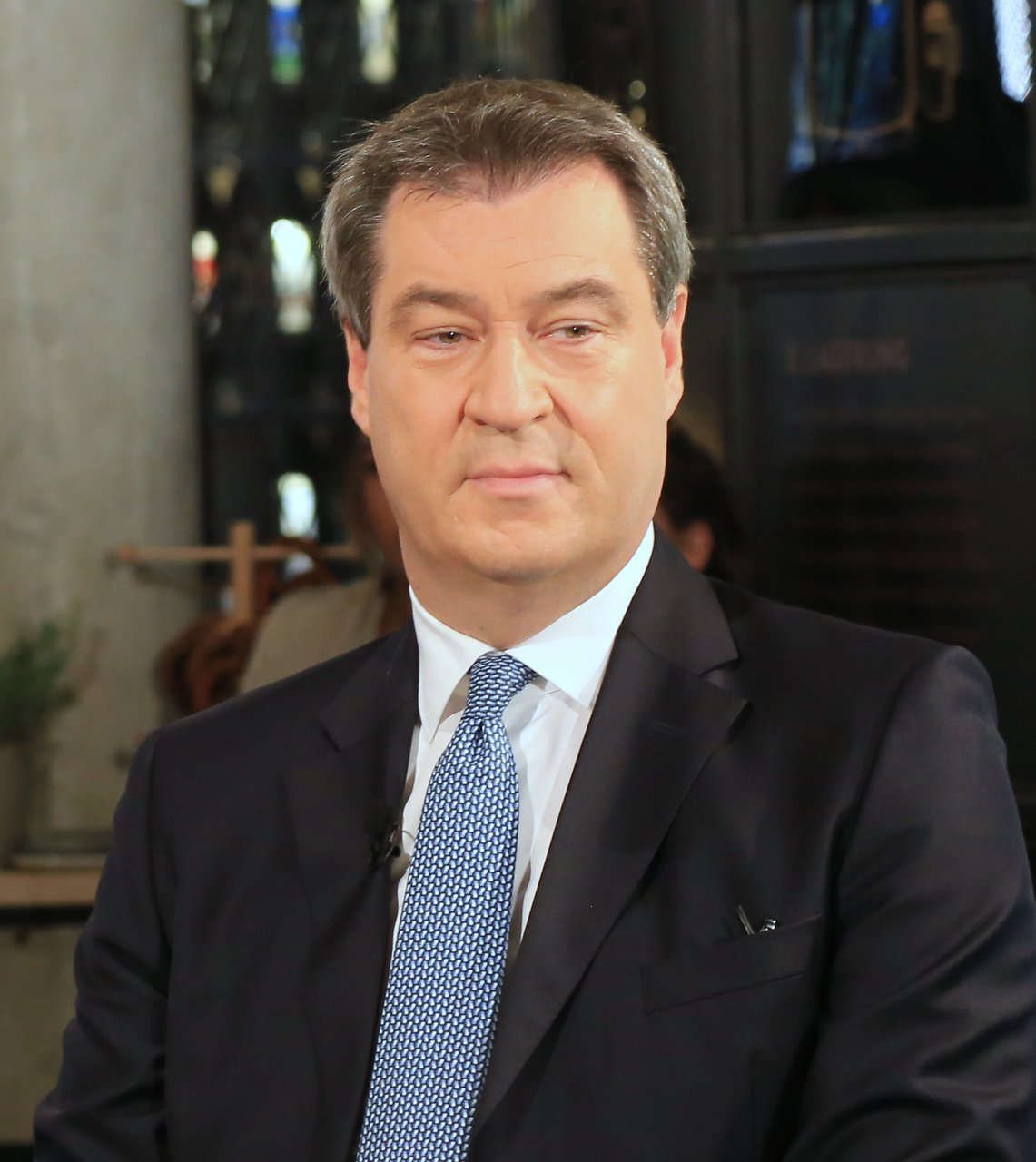
Markus Söder seit 2019

### Generalsekretäre

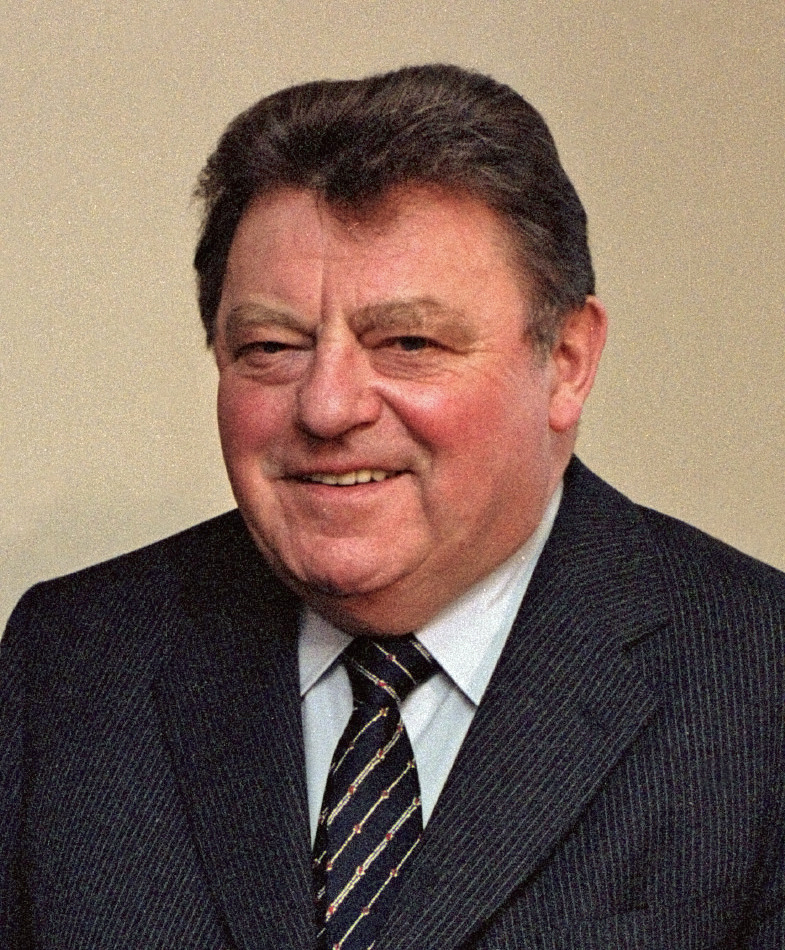
Franz Josef Strauß 1949 bis 1952
Josef Brunner 1952 bis 1954
Heinz Lechmann 1954 bis 1955 (kommissarisch)
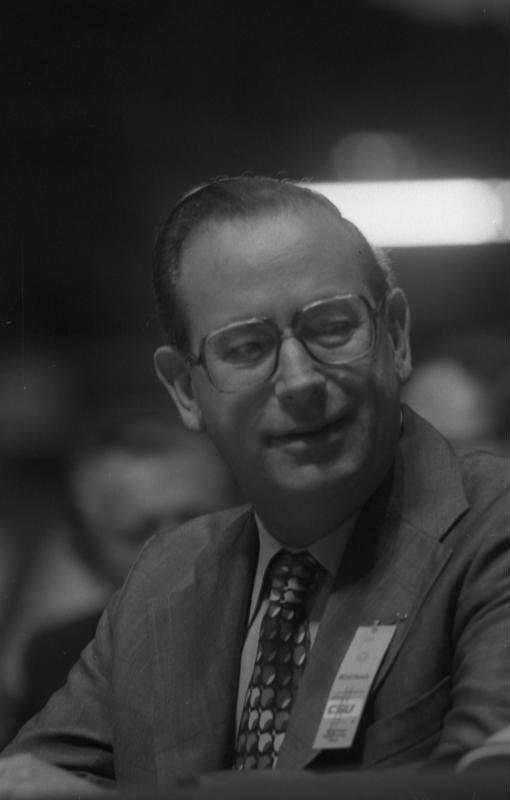
Friedrich Zimmermann 1956 bis 1963
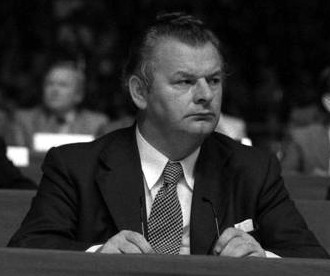
Anton Jaumann 1963 bis 1967
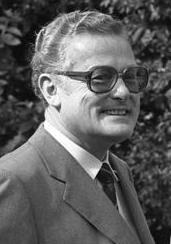
Max Streibl 1967 bis 1971
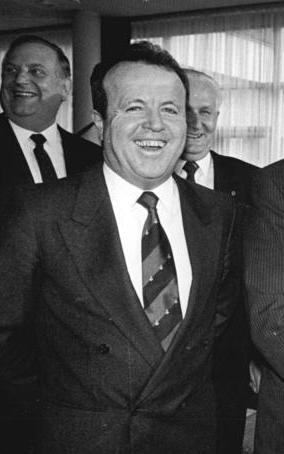
Gerold Tandler 1971 bis 1978
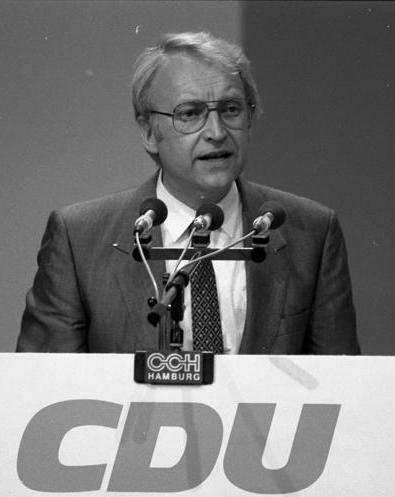
Edmund Stoiber 1978 bis 1983
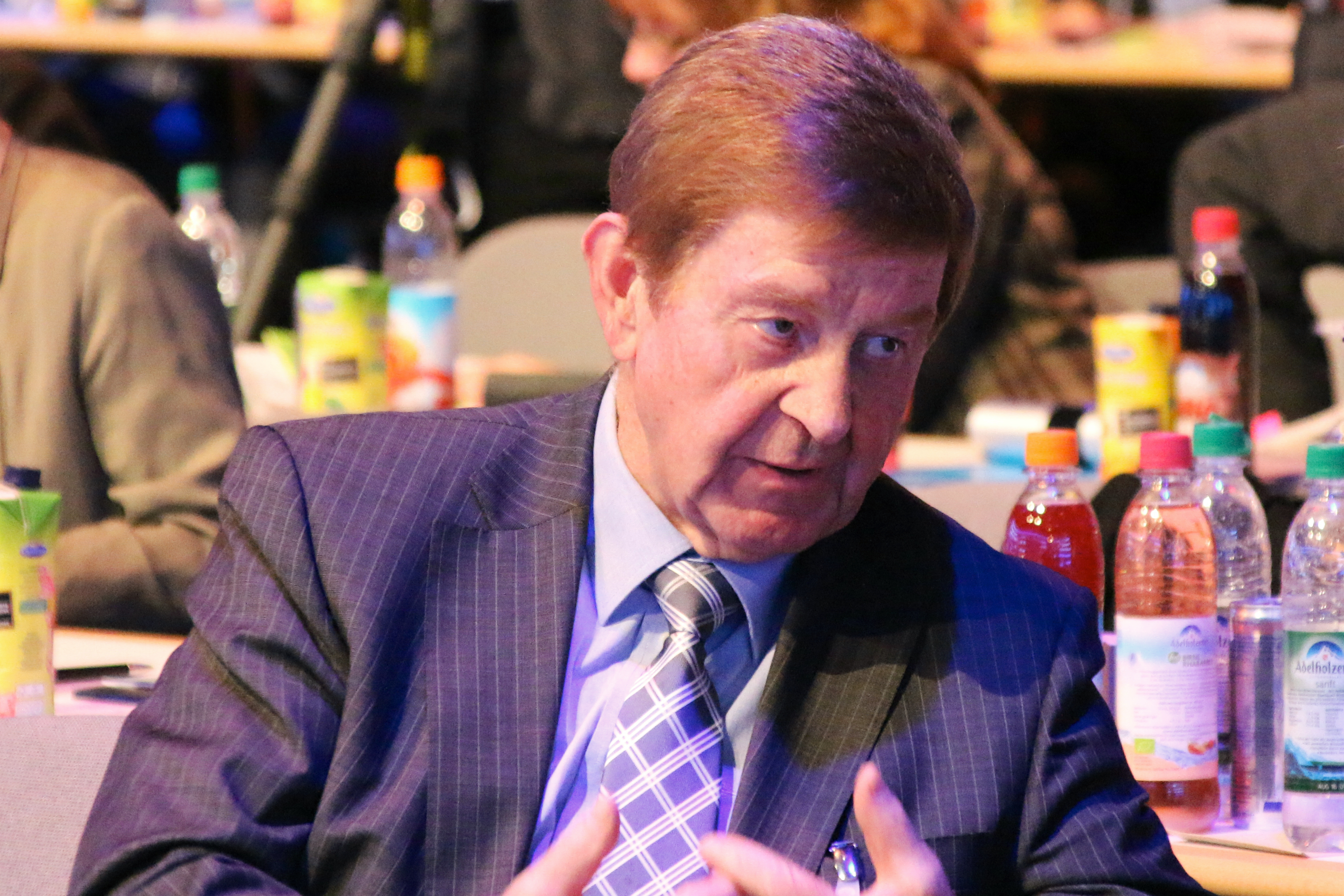
Otto Wiesheu 1983
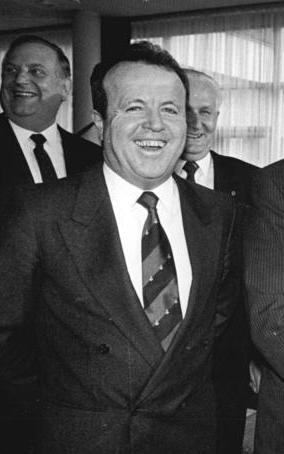
Gerold Tandler 1983 bis 1988
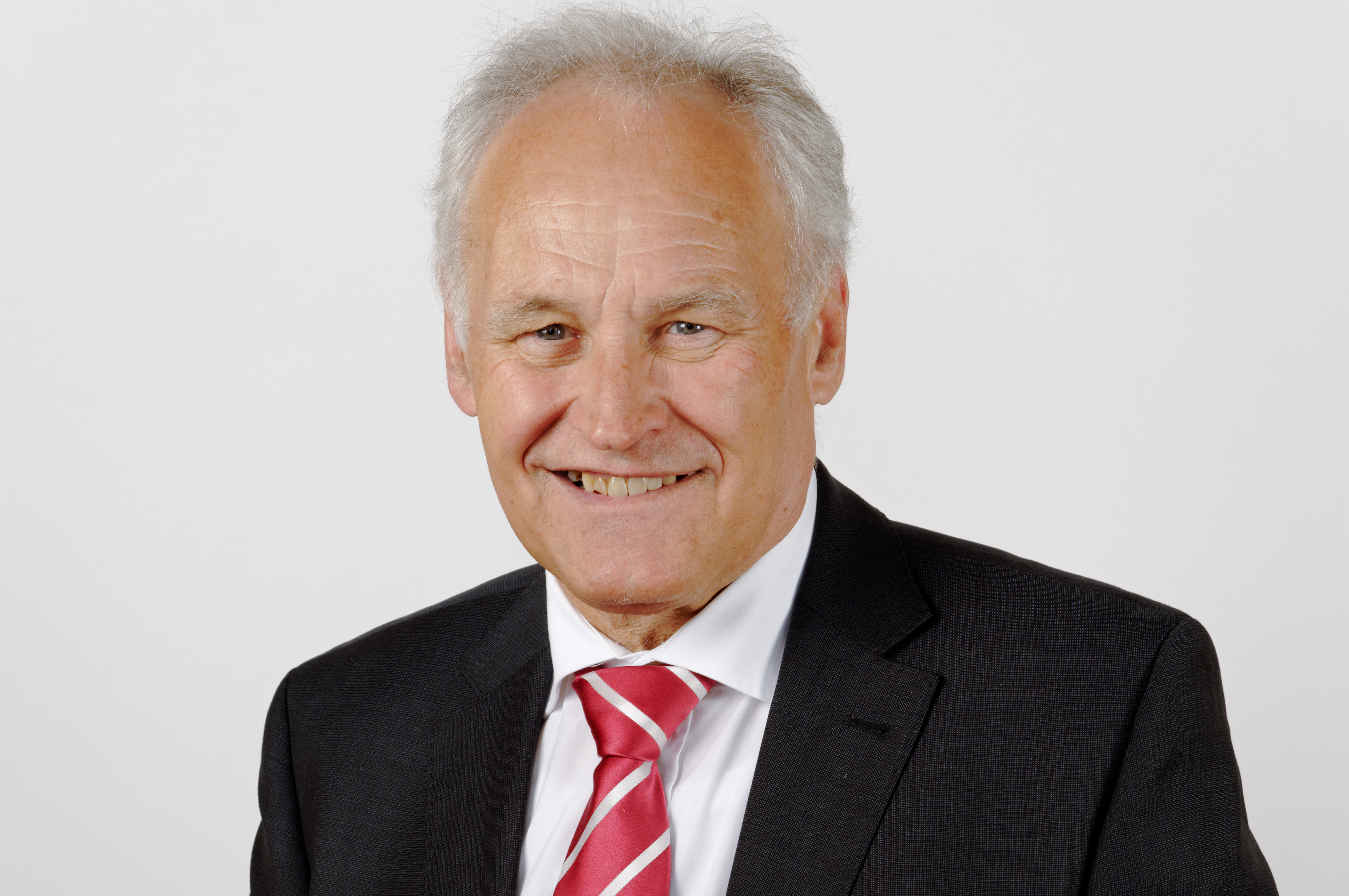
Erwin Huber 1988 bis 1994
Bernd Protzner 1995 bis 1998
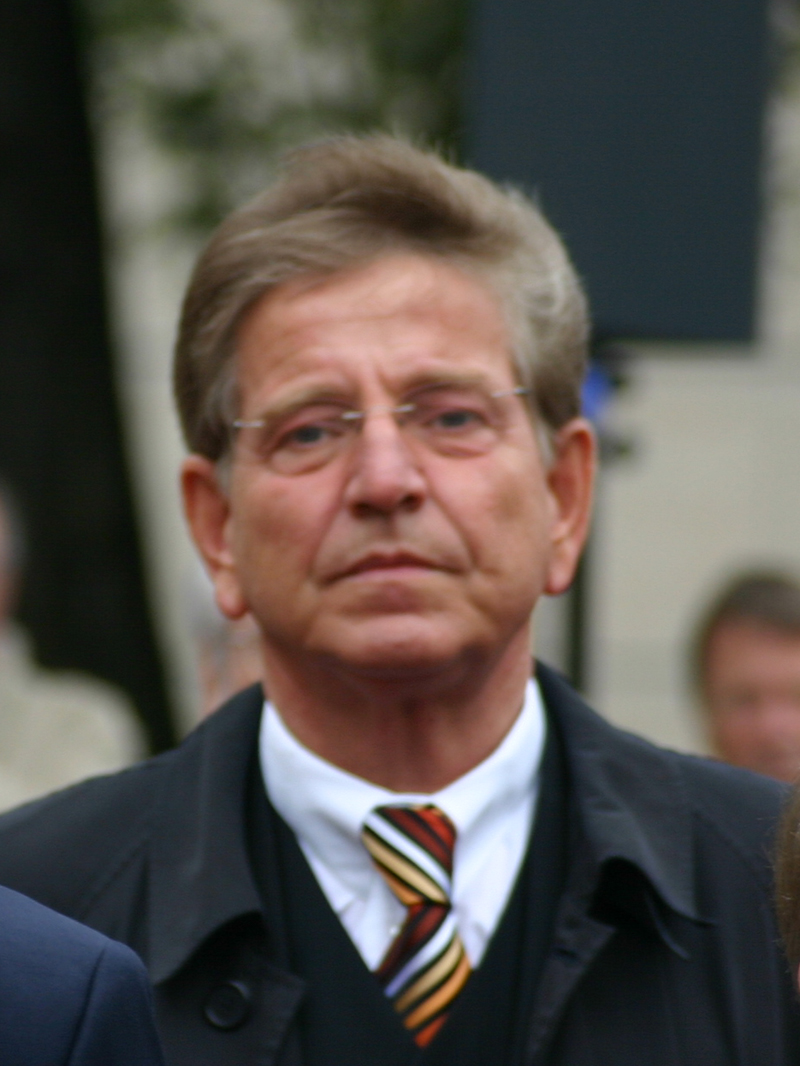
Thomas Goppel 1999 bis 2003
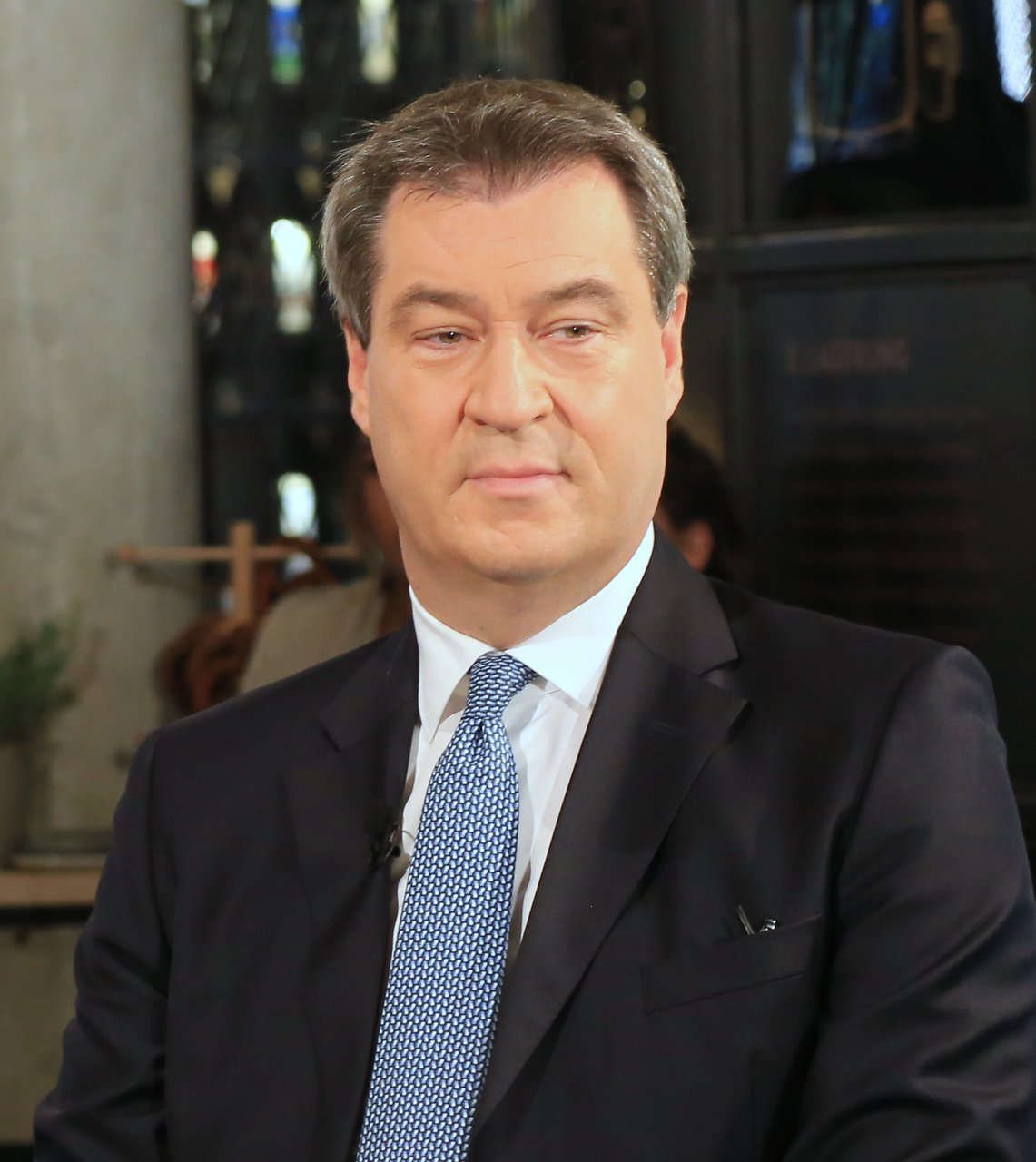
Markus Söder 2003 bis 2007
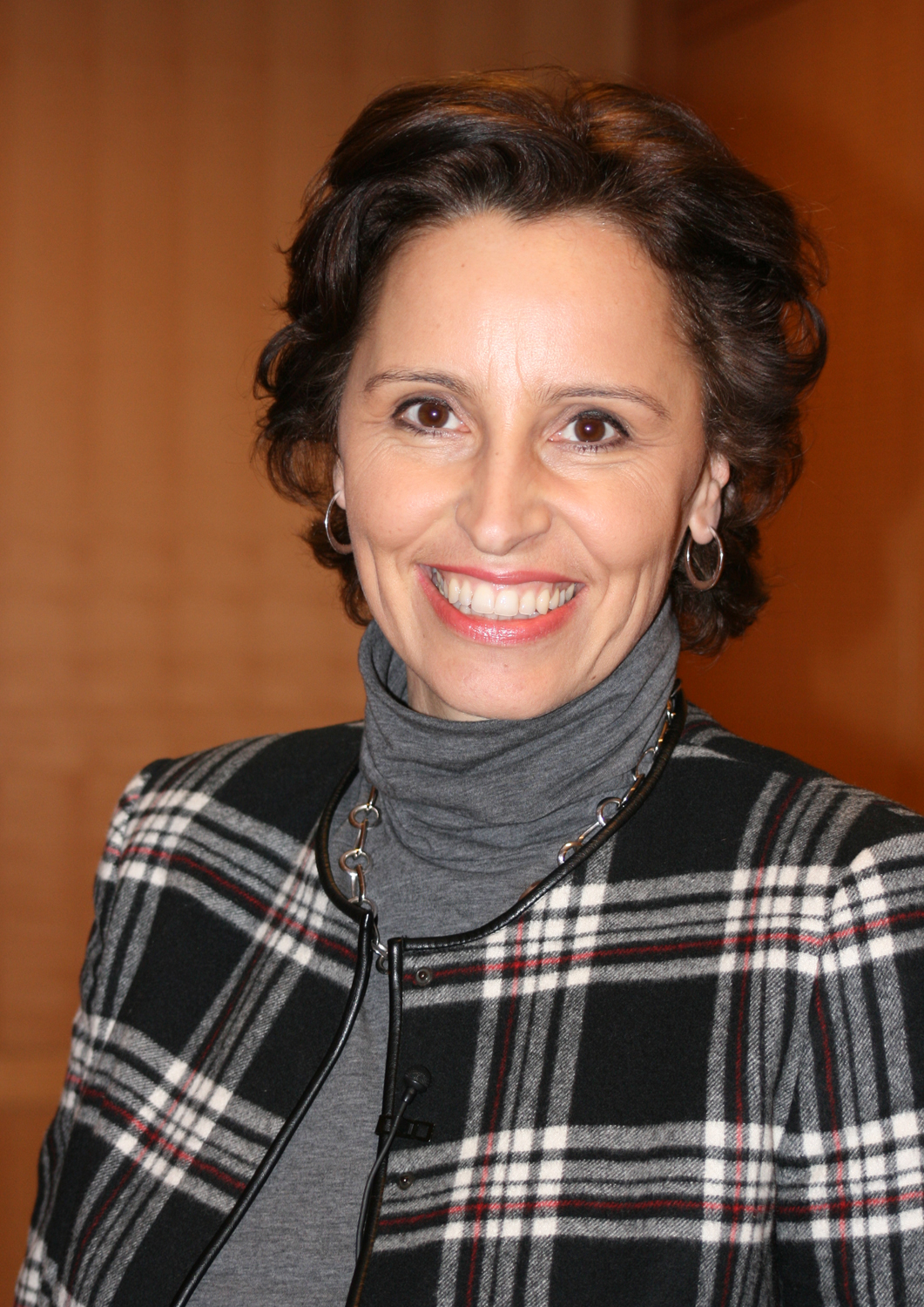
Christine Haderthauer 2007 bis 2008
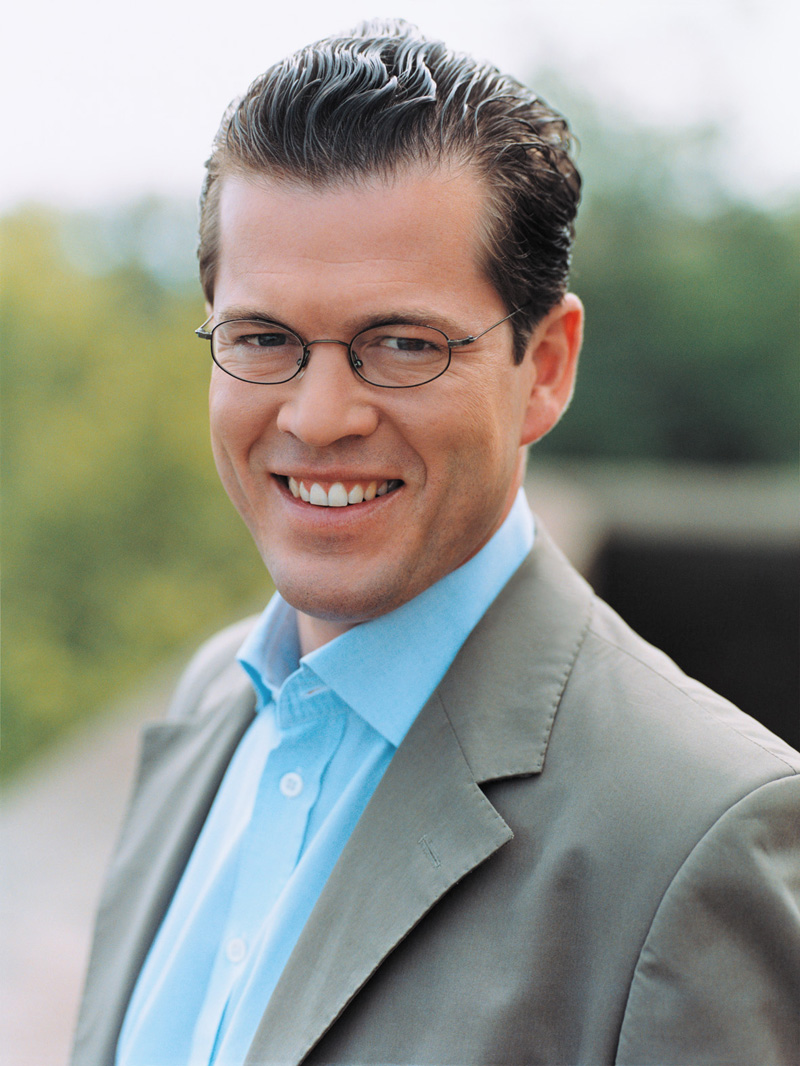
Karl-Theodor zu Guttenberg 2008 bis 2009
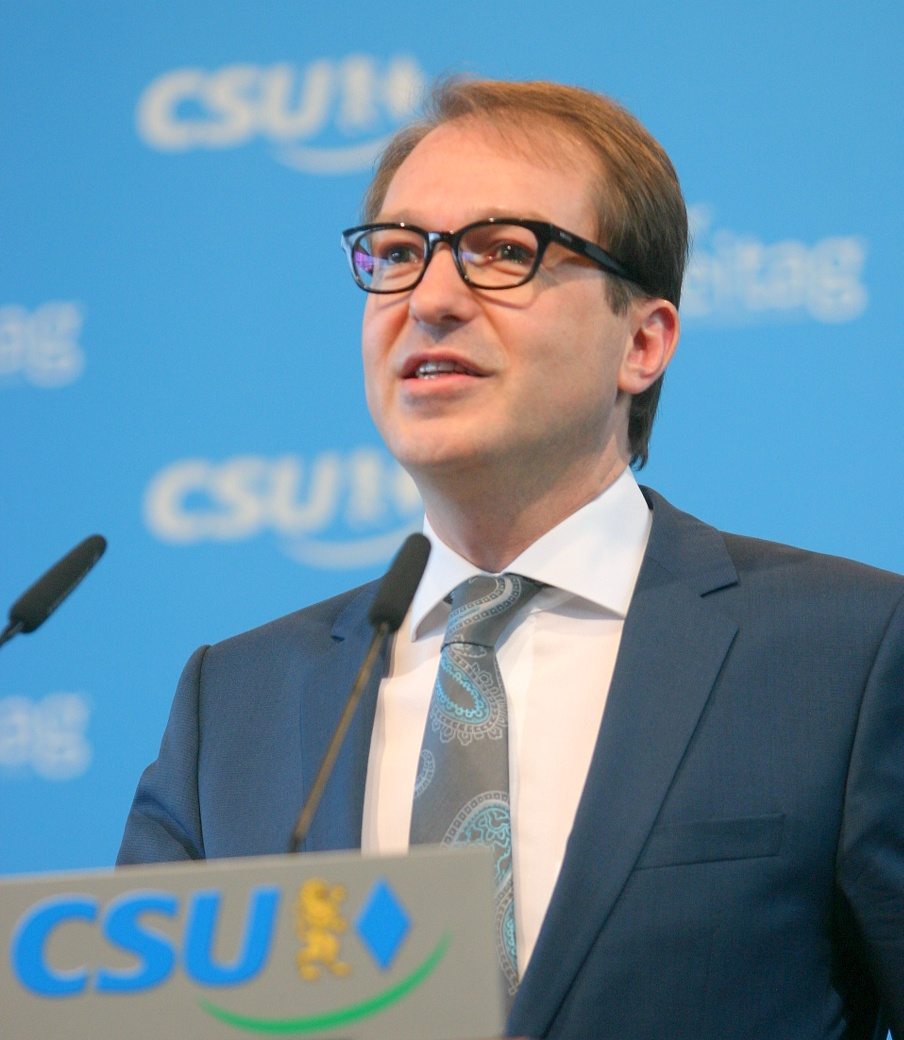
Alexander Dobrindt 2009 bis 2013
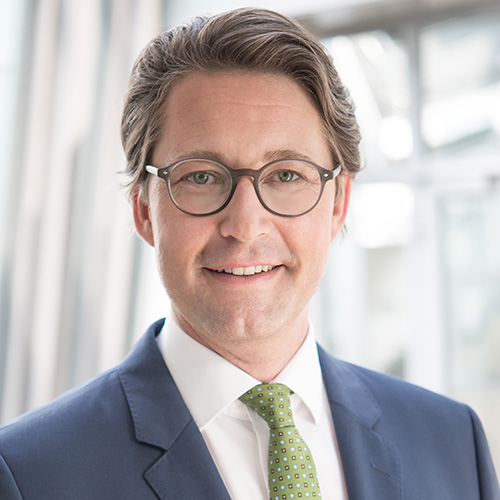
Andreas Scheuer 2013 bis 2018
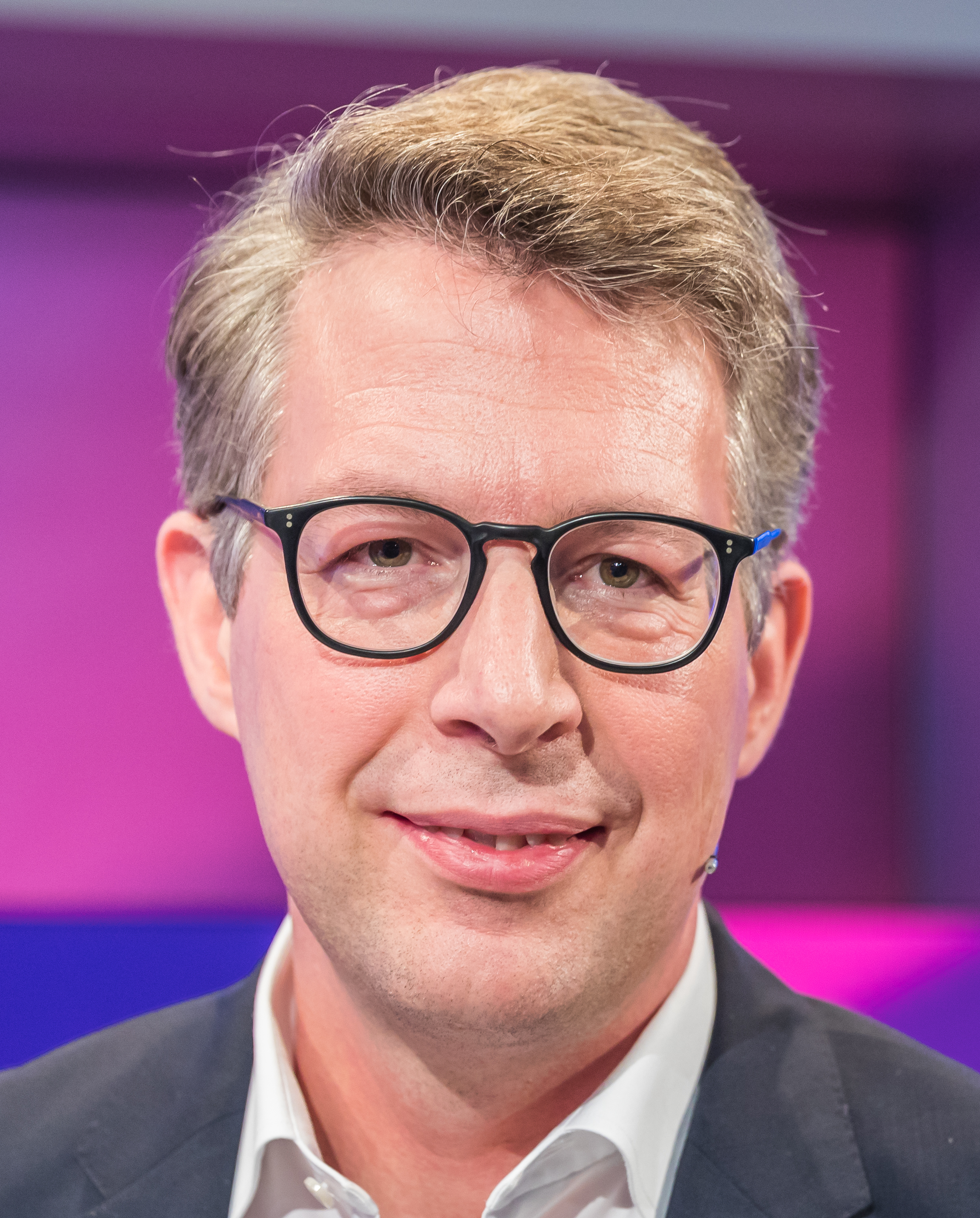
Markus Blume 2018 bis 2022
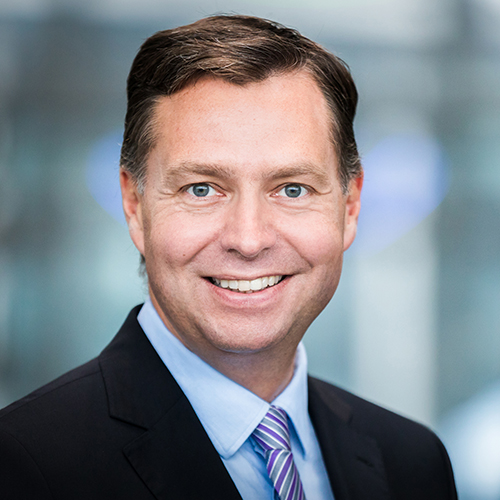
Stephan Mayer Februar bis Mai 2022
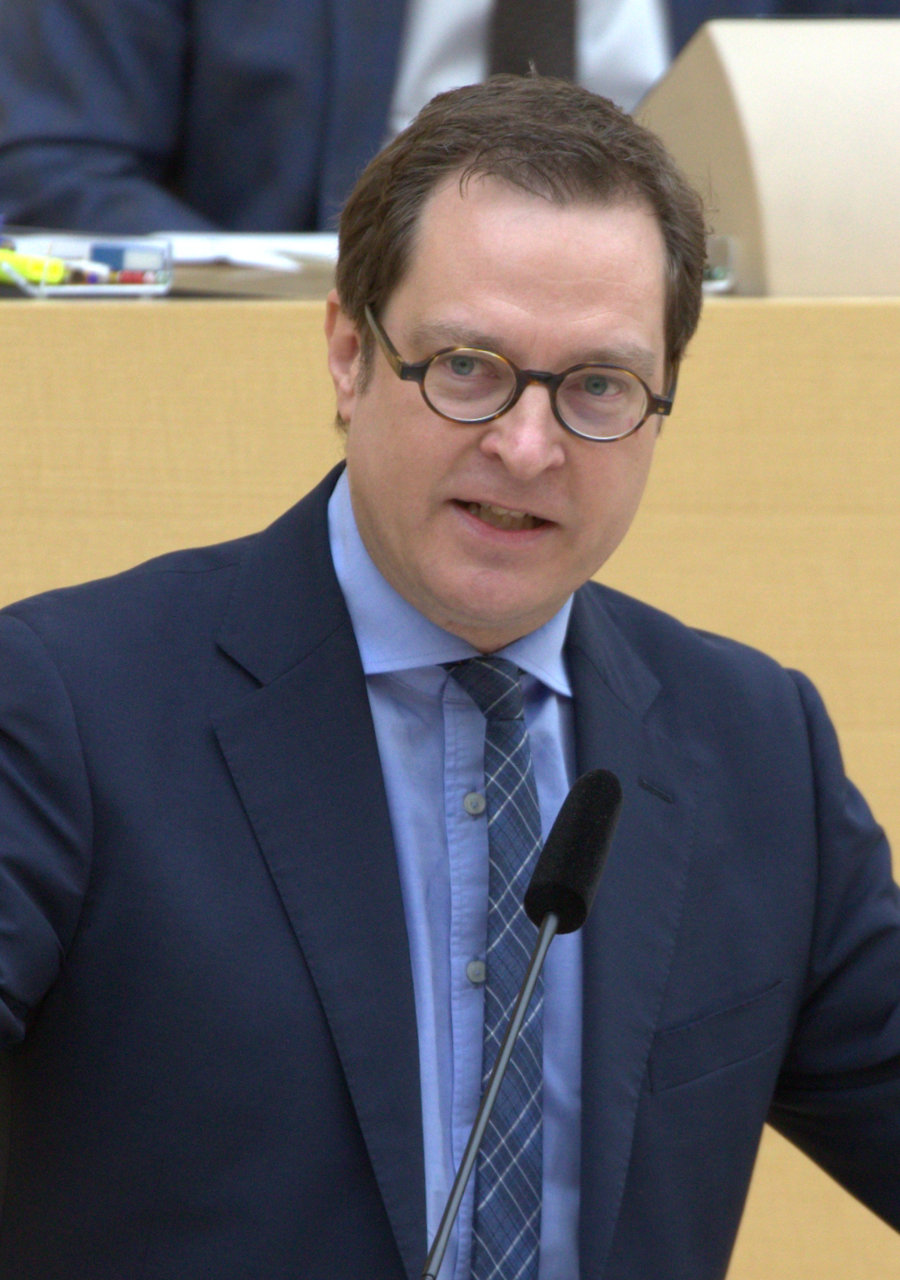
Martin Huber seit Mai 2022

### Vorsitzende von Abgeordnetengruppen
| Name             | Beginn der Amtszeit | Ende der Amtszeit |
| ---------------- | ------------------- | ----------------- |
| Alois Hundhammer | 17. Juli 1946       | 8. August 1951    |
| Georg Meixner    | 8. August 1951      | 3. Dezember 1958  |
| Franz Heubl      | 3. Dezember 1958    | 10. Dezember 1962 |
| Ludwig Huber     | 10. Dezember 1962   | 15. März 1972     |
| Alfred Seidl     | 15. März 1972       | November 1974     |
| August Lang      | November 1974       | Oktober 1982      |
| Gerold Tandler   | Oktober 1982        | 17. Juni 1988     |
| Alois Glück      | 17. Juni 1988       | 6. Oktober 2003   |
| Joachim Herrmann | 6. Oktober 2003     | 17. Oktober 2007  |
| Georg Schmid     | 17. Oktober 2007    | 25. April 2013    |
| Christa Stewens  | 26. April 2013      | 2. Oktober 2013   |
| Thomas Kreuzer   | 2. Oktober 2013     | 10. Oktober 2023  |
| Klaus Holetschek | 10. Oktober 2023    | amtierend         |

| Name                 | Beginn der Amtszeit | Ende der Amtszeit  |
| -------------------- | ------------------- | ------------------ |
| Fritz Schäffer       | 30. August 1949     | 13. September 1953 |
| Franz Josef Strauß   | 13. September 1953  | 9. Oktober 1957    |
| Hermann Höcherl      | 29. Oktober 1957    | 14. November 1961  |
| Werner Dollinger     | 14. November 1961   | 22. Januar 1963    |
| Franz Josef Strauß   | 22. Januar 1963     | 19. Januar 1967    |
| Richard Stücklen     | 19. Januar 1967     | 15. November 1976  |
| Friedrich Zimmermann | 15. November 1976   | 4. Oktober 1982    |
| Theo Waigel          | 4. Oktober 1982     | 25. April 1989     |
| Wolfgang Bötsch      | 25. April 1989      | 22. Januar 1993    |
| Michael Glos         | 22. Januar 1993     | 21. November 2005  |
| Peter Ramsauer       | 21. November 2005   | 28. Oktober 2009   |
| Hans-Peter Friedrich | 28. Oktober 2009    | 3. März 2011       |
| Gerda Hasselfeldt    | 14. März 2011       | 26. September 2017 |
| Alexander Dobrindt   | 26. September 2017  | amtierend          |

| Name             | Amtszeit  |
| ---------------- | --------- |
| Alfons Goppel    | 1979–1984 |
| Fritz Pirkl      | 1984–1992 |
| Ingo Friedrich   | 1992–1999 |
| Markus Ferber    | 1999–2014 |
| Angelika Niebler | seit 2014 |

## Wahlergebnisse

### Bundestagswahlen seit 1949

Bundesweite CSU-Zweitstimmenergebnisse bei Bundestagswahlen. Der Abfall von 1990 ist auf die Wiedervereinigung zurückzuführen.

| Bundestagswahlergebnisse | Bundestagswahlergebnisse | Bundestagswahlergebnisse      | Bundestagswahlergebnisse | Bundestagswahlergebnisse | Bundestagswahlergebnisse |
| Jahr                     | Stimmenanzahl            | Stimmenanteil im Bundesgebiet | Stimmenanteil in Bayern  | Sitze                    | Spitzenkandidat          |
| ------------------------ | ------------------------ | ----------------------------- | ------------------------ | ------------------------ | ------------------------ |
| 1949                     | 1.380.448                | 5,8 %                         | 29,2 %                   | 24/402                   | Hanns Seidel             |
| 1953                     | 2.427.387                | 8,8 %                         | 47,8 %                   | 52/487                   | Fritz Schäffer           |
| 1957                     | 3.133.060 1              | 10,5 %                        | 57,2 %                   | 55/497                   | Fritz Schäffer           |
| 1961                     | 3.014.471                | 9,6 %                         | 54,9 %                   | 50/499                   | Franz Josef Strauß 2     |
| 1965                     | 3.136.506                | 9,6 %                         | 55,6 %                   | 49/496                   | Franz Josef Strauß 2     |
| 1969                     | 3.115.652                | 9,5 %                         | 54,4 %                   | 49/496                   | Franz Josef Strauß 2     |
| 1972                     | 3.615.183                | 9,7 %                         | 55,1 %                   | 48/496                   | Franz Josef Strauß 2     |
| 1976                     | 4.027.499                | 10,6 %                        | 60,0 %                   | 53/496                   | Franz Josef Strauß 2     |
| 1980                     | 3.908.459                | 10,3 %                        | 57,6 %                   | 52/497                   | Franz Josef Strauß 2     |
| 1983                     | 4.140.865                | 10,6 %                        | 59,5 %                   | 53/498                   | Franz Josef Strauß 2     |
| 1987                     | 3.715.827                | 9,8 %                         | 55,1 %                   | 49/497                   | Franz Josef Strauß 2     |
| 1990                     | 3.302.980                | 7,1 %                         | 51,9 %                   | 51/662                   | Theo Waigel              |
| 1994                     | 3.427.196                | 7,3 %                         | 51,2 %                   | 50/672                   | Theo Waigel              |
| 1998                     | 3.324.480                | 6,7 %                         | 47,7 %                   | 47/669                   | Theo Waigel              |
| 2002                     | 4.315.080                | 9,0 %                         | 58,6 %                   | 58/603                   | Edmund Stoiber 2         |
| 2005                     | 3.494.309                | 7,4 %                         | 49,2 %                   | 46/614                   | Edmund Stoiber 2         |
| 2009                     | 2.830.238                | 6,5 %                         | 42,5 %                   | 45/622                   | Peter Ramsauer           |
| 2013                     | 3.243.569                | 7,4 %                         | 49,3 %                   | 56/631                   | Gerda Hasselfeldt        |
| 2017                     | 2.869.744                | 6,2 %                         | 38,8 %                   | 46/709                   | Joachim Herrmann         |
| 2021                     | 2.402.827                | 5,2 %                         | 31,7 %                   | 45/735                   | Alexander Dobrindt       |
| 2025                     | 2.964.028                | 6,0 %                         | 37,2 %                   | 44/630                   | Alexander Dobrindt       |

### Europawahlen seit 1979

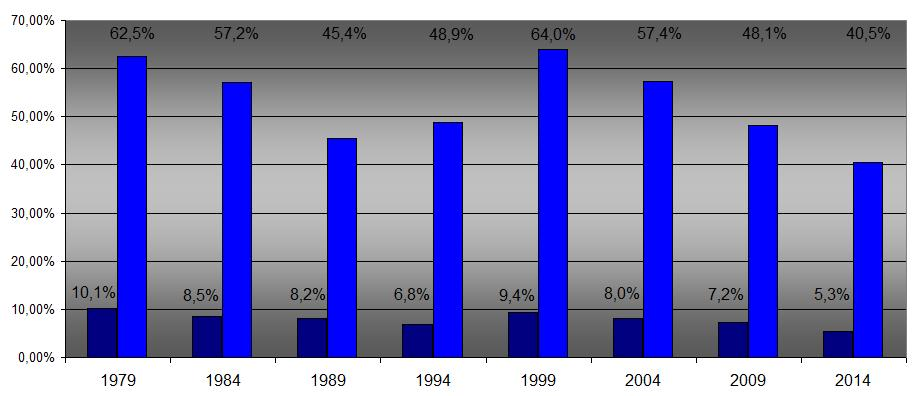
Bundesweite (dunkel) und bayernweite (hell) CSU-Ergebnisse 1979 bis 2014 bei den Wahlen zum EU-Parlament

| Europawahlergebnisse | Europawahlergebnisse | Europawahlergebnisse          | Europawahlergebnisse    | Europawahlergebnisse | Europawahlergebnisse |
| Jahr                 | Stimmenanzahl        | Stimmenanteil im Bundesgebiet | Stimmenanteil in Bayern | Sitze                | Spitzenkandidat      |
| -------------------- | -------------------- | ----------------------------- | ----------------------- | -------------------- | -------------------- |
| 1979                 | 2.817.120            | 10,1 %                        | 62,5 %                  | 8/78                 | Alfons Goppel        |
| 1984                 | 2.109.130            | 8,5 %                         | 57,2 %                  | 7/78                 | Fritz Pirkl          |
| 1989                 | 2.326.277            | 8,2 %                         | 45,4 %                  | 7/78                 | Fritz Pirkl          |
| 1994                 | 2.393.374            | 6,8 %                         | 48,9 %                  | 8/99                 | Ingo Friedrich       |
| 1999                 | 2.540.007            | 9,4 %                         | 64,0 %                  | 10/99                | Ingo Friedrich       |
| 2004                 | 2.063.900            | 8,0 %                         | 57,4 %                  | 9/99                 | Ingo Friedrich       |
| 2009                 | 1.896.762            | 7,2 %                         | 48,1 %                  | 8/99                 | Markus Ferber        |
| 2014                 | 1.567.448            | 5,3 %                         | 40,5 %                  | 5/96                 | Markus Ferber        |
| 2019                 | 2.354.817            | 6,3 %                         | 40,7 %                  | 6/96                 | Manfred Weber        |
| 2024                 | 2.513.481            | 6,3 %                         | 39,7 %                  | 6/96                 | Manfred Weber        |

### Landtagswahlen seit 1946
| Landtagswahlergebnisse | Landtagswahlergebnisse | Landtagswahlergebnisse | Landtagswahlergebnisse | Landtagswahlergebnisse |
| Jahr                   | Stimmenanzahl          | Stimmenanteil          | Sitze                  | Spitzenkandidat        |
| ---------------------- | ---------------------- | ---------------------- | ---------------------- | ---------------------- |
| 1946                   | 1.593.908              | 52,3 %                 | 104/180                | Hans Ehard             |
| 1950                   | 1.262.377              | 27,4 %                 | 64/180                 | Hans Ehard             |
| 1954                   | 1.835.959              | 38,0 %                 | 83/204                 | Hans Ehard             |
| 1958                   | 2.091.259              | 45,6 %                 | 101/204                | Hanns Seidel           |
| 1962                   | 2.320.359              | 47,5 %                 | 108/204                | Alfons Goppel          |
| 1966                   | 2.524.732              | 48,1 %                 | 110/204                | Alfons Goppel          |
| 1970                   | 3.139.429              | 56,4 %                 | 124/204                | Alfons Goppel          |
| 1974                   | 3.481.486              | 62,1 %                 | 132/204                | Alfons Goppel          |
| 1978                   | 3.387.995              | 59,1 %                 | 129/204                | Franz Josef Strauß     |
| 1982                   | 3.534.375              | 58,3 %                 | 133/204                | Franz Josef Strauß     |
| 1986                   | 3.191.640              | 55,8 %                 | 128/204                | Franz Josef Strauß     |
| 1990                   | 3.085.948              | 54,9 %                 | 127/204                | Max Streibl            |
| 1994                   | 3.100.253              | 52,8 %                 | 120/204                | Edmund Stoiber         |
| 1998                   | 3.278.768              | 52,9 %                 | 123/204                | Edmund Stoiber         |
| 2003                   | 3.167.408              | 60,7 %                 | 124/180                | Edmund Stoiber         |
| 2008                   | 2.336.439              | 43,4 %                 | 92/187                 | Günther Beckstein      |
| 2013                   | 2.879.067              | 47,7 %                 | 101/180                | Horst Seehofer         |
| 2018                   | 2.551.046              | 37,2 %                 | 85/205                 | Markus Söder           |
| 2023                   | 2.527.810              | 37,0 %                 | 85/203                 | Markus Söder           |

### Bezirkswahlen seit 1954
| Bezirkswahlen | Bezirkswahlen | Bezirkswahlen | Bezirkswahlen |
| Jahr          | Stimmenanzahl | Stimmenanteil | Sitze         |
| ------------- | ------------- | ------------- | ------------- |
| 1954          | 1.897.634     | 37,8 %        | 83/204        |
| 1958          | 2.181.086     | 45,6 %        | 101/204       |
| 1962          | 2.365.970     | 47,0 %        | 104/204       |
| 1966          | 2.561.715     | 47,4 %        | 101/204       |
| 1970          | 3.204.749     | 55,7 %        | 121/204       |
| 1974          | 3.528.949     | 61,3 %        | 132/204       |
| 1978          | 3.392.446     | 57,9 %        | 127/204       |
| 1982          | 3.581.715     | 57,7 %        | 126/204       |
| 1986          | 3.180.215     | 54,9 %        | 123/204       |
| 1990          | 2.981.764     | 52,8 %        | 116/204       |
| 1994          | 3.061.948     | 51,7 %        | 113/204       |
| 1998          | 3.060.966     | 49,6 %        | 111/204       |
| 2003          | 2.964.202     | 57,0 %        | 113/180       |
| 2008          | 2.199.982     | 40,8 %        | 90/193        |
| 2013          | 2.693.378     | 44,9 %        | 89/195        |
| 2018          | 2.360.408     | 34,5 %        | 84/238        |
| 2023          | 2.469.513     | 35,5 %        | 85/228        |

### Kommunalwahlen seit 1946
| Stadtratswahlen | Stadtratswahlen | Stadtratswahlen | Stadtratswahlen |
| Jahr            | Stimmenanzahl   | Stimmenanteil   | Sitze           |
| --------------- | --------------- | --------------- | --------------- |
| 1946            | 425.237         | 45,1 %          | 410/824         |
| 1948            | 237.517         | 21,1 %          | 307/1226        |
| 1952            | 294.968         | 21,5 %          | 312/1382        |
| 1956            | 392.942         | 27,7 %          | 407/1416        |
| 1960            | 437.122         | 28,0 %          | 437/1442        |
| 1966            | 485.452         | 30,8 %          | 494/1458        |
| 1972            | 623.234         | 39,7 %          | 513/1156        |
| 1978            | 796.493         | 49,5 %          | 610/1170        |
| 1984            | 665.984         | 43,6 %          | 548/1164        |
| 1990            | 584.730         | 35,9 %          | 472/1170        |
| 1996            | 549.439         | 40,6 %          | 503 /1176       |
| 2002            | 540.560         | 41,1 %          | 522/1176        |
| 2008            | 422.724         | 33,2 %          | 442/1176        |
| 2014            | 408.185         | 33,6 %          | 416/1172        |
| 2020            | 384.406         | 27,6 %          | 343/1172        |

| Kreistagswahlen | Kreistagswahlen | Kreistagswahlen | Kreistagswahlen |
| Jahr            | Stimmenanzahl   | Stimmenanteil   | Sitze           |
| --------------- | --------------- | --------------- | --------------- |
| 1946            | 1.247.296       | 68,6 %          | 3779/5306       |
| 1948            | 1.408.025       | 44,6 %          | 2642/5566       |
| 1952            | 945.825         | 29,2 %          | 1689/5525       |
| 1956            | 1.198.775       | 38,3 %          | 2149/5372       |
| 1960            | 1.328.901       | 41,9 %          | 2328/5334       |
| 1966            | 1.492.195       | 44,3 %          | 2532/5453       |
| 1972            | 1.804.248       | 48,0 %          | 2039/4150       |
| 1978            | 2.252.508       | 54,4 %          | 2319/4190       |
| 1984            | 2.193.452       | 51,1 %          | 2231 /4250      |
| 1990            | 1.996.159       | 44,1 %          | 1967/4310       |
| 1996            | 1.916.264       | 43,8 %          | 1958 /4370      |
| 2002            | 2.031.296       | 46,8 %          | 2086/4380       |
| 2008            | 1.790.763       | 42,1 %          | 1890/4390       |
| 2014            | 1.687.707       | 41,3 %          | 1800/4380       |
| 2020            | 1.612.271       | 36,3 %          | 1576/4370       |

| Gemeinderatswahlen | Gemeinderatswahlen | Gemeinderatswahlen | Gemeinderatswahlen |
| Jahr               | Stimmenanzahl      | Stimmenanteil      | Sitze              |
| ------------------ | ------------------ | ------------------ | ------------------ |
| 1946               | N/A                | 43,6 %             | 15315/41625        |
| 1948               | N/A                | 28,2 %             | 12310/54852        |
| 1952               | N/A                | 14,3 %             | 4204/34280         |
| 1956               | N/A                | 22,3 %             | 5474/27994         |
| 1960               | N/A                | 20,5 %             | 7078/54106         |
| 1966               | 632.068            | 18,6 %             | 6754/54770         |
| 1972               | 952.497            | 24,8 %             | 7418/46714         |
| 1978               | 1.363.957          | 32,7 %             | 8023/29396         |
| 1984               | 1.384.923          | 32,0 %             | 8195/29756         |
| 1990               | 1.372.133          | 30,1 %             | 7889/30168         |
| 1996               | 1.338.502          | 30,4 %             | 8214 /30932        |
| 2002               | 1.448.177          | 33,0 %             | 9186/31446         |
| 2008               | 1.345.233          | 31,1 %             | 8804/31626         |
| 2014               | 1.268.292          | 30,2 %             | 8420/31638         |
| 2020               | 1.294.875          | 28,7 %             | 8189/31780         |